# Narciarstwo alpejskie na Zimowych Igrzyskach Olimpijskich Młodzieży 2020
Narciarstwo alpejskie na Zimowych Igrzyskach Olimpijskich Młodzieży 2020 zostało rozegrane w dniach 10 - 15 stycznia 2020 roku.
Zawodnicy i zawodniczki walczyli w czterech konkurencjach indywidualnych: supergigancie, slalomie, gigancie, superkombinacji oraz w jednej konkurencji drużynowej: slalomie mieszanym. Łącznie zostało rozdanych dziesięć kompletów medali. Zawody odbywały się w Les Diablerets.

## Terminarz
| Data             | Godzina | Miejscowość    | Konkurencja                          | Złoto                                          | Srebro                                  | Brąz                                       |
| ---------------- | ------- | -------------- | ------------------------------------ | ---------------------------------------------- | --------------------------------------- | ------------------------------------------ |
| 10 stycznia 2020 |         | Les Diablerets | Supergigant chłopców                 | Adam Hofstedt                                  | Rok Ažnoh                               | Luc Roduit                                 |
| 10 stycznia 2020 |         | Les Diablerets | Supergigant dziewcząt                | Amélie Klopfenstein                            | Caitlin McFarlane                       | Noa Szollos                                |
| 11 stycznia 2020 |         | Les Diablerets | Superkombinacja chłopców             | Auguste Aulnette Mikkel Remsøy                 | Nie przyznano                           | Adam Hofstedt                              |
| 11 stycznia 2020 |         | Les Diablerets | Superkombinacja dziewcząt            | Amanda Salzgeber                               | Noa Szollos                             | Amélie Klopfenstein                        |
| 12 stycznia 2020 |         | Les Diablerets | Slalom gigant dziewcząt              | Amélie Klopfenstein                            | Rosa Pohjolainen                        | Amanda Salzgeber                           |
| 13 stycznia 2020 |         | Les Diablerets | Slalom gigant chłopców               | Philip Hoffmann                                | Sandro Zurbrügg                         | Luc Roduit                                 |
| 14 stycznia 2020 |         | Les Diablerets | Slalom dziewcząt                     | Emma Sahlin                                    | Lena Volken                             | Lara Klein                                 |
| 14 stycznia 2020 |         | Les Diablerets | Slalom chłopców                      | Adam Hofstedt                                  | Luc Roduit                              | Edoardo Saracco                            |
| 15 stycznia 2020 |         | Les Diablerets | Drużynowy slalom równoległy mieszany | Finlandia Rosa Pohjolainen · Jaakko Tapanainen | Niemcy Lara Klein · Max Geissler-Hauber | Austria Amanda Salzgeber · Philip Hoffmann |

## Wyniki

### Dziewczęta

#### Supergigant
| Pozycja | Numer | Zawodniczka                 | Kraj              | Czas             | Strata           |
| ------- | ----- | --------------------------- | ----------------- | ---------------- | ---------------- |
|         | 28    | Amélie Klopfenstein         | Szwajcaria        | 56.27            |                  |
|         | 36    | Caitlin McFarlane           | Francja           | 56.35            | +0.08            |
|         | 26    | Noa Szollos                 | Izrael            | 56.36            | +0.09            |
| 4       | 11    | Amanda Salzgeber            | Austria           | 56.40            | +0.13            |
| 5       | 7     | Hanna Aronsson Elfman       | Szwecja           | 56.70            | +0.43            |
| 6       | 14    | Alica Calaba                | Włochy            | 56.75            | +0.48            |
| 7       | 13    | Maria Niederndorfer         | Austria           | 56.97            | +0.70            |
| 8       | 32    | Rebeka Jančová              | Słowacja          | 56.99            | +0.72            |
| 9       | 19    | Teresa Fritzenwallner       | Austria           | 57.11            | +0.84            |
| 10      | 37    | Zoja Grbović                | Serbia            | 57.13            | +0.86            |
| 11      | 57    | Emma Resnick                | Stany Zjednoczone | 57.21            | +0.94            |
| 12      | 22    | Sophie Mathiou              | Włochy            | 57.29            | +1.02            |
| 13      | 17    | Wilma Marklund              | Szwecja           | 57.32            | +1.05            |
| 14      | 10    | Delia Durrer                | Szwajcaria        | 57.35            | +1.08            |
| 15      | 5     | Emma Sahlin                 | Szwecja           | 57.39            | +1.12            |
| 16      | 40    | Zita Tóth                   | Węgry             | 57.47            | +1.20            |
| 17      | 6     | Malin Sofie Sund            | Norwegia          | 57.51            | +1.24            |
| 18      | 30    | Daisi Daniels               | Wielka Brytania   | 57.82            | +1.55            |
| 19      | 21    | Cathinka Lunder             | Norwegia          | 57.85            | +1.58            |
| 20      | 9     | Lina Knifič                 | Słowenia          | 57.85            | +1.58            |
| 21      | 3     | Katharina Haas              | Niemcy            | 57.91            | +1.64            |
| 22      | 1     | Lara Klein                  | Niemcy            | 57.97            | +1.70            |
| 23      | 31    | Annette Belfrond            | Włochy            | 58.08            | +1.81            |
| 24      | 18    | Rosa Pohjolainen            | Finlandia         | 58.42            | +2.15            |
| 25      | 34    | Christina Bühler            | Liechtenstein     | 58.52            | +2.25            |
| 26      | 2     | Matilde Schwencke           | Chile             | 58.67            | +2.40            |
| 27      | 24    | Chiara Pogneaux             | Francja           | 58.72            | +2.45            |
| 28      | 43    | Vanina Guerillot            | Portugalia        | 59.10            | +2.83            |
| 29      | 35    | Carla Mijares               | Andora            | 59.12            | +2.85            |
| 29      | 4     | Nika Murovec                | Słowenia          | 59.12            | +2.85            |
| 31      | 20    | Maisa Kivimäki              | Finlandia         | 59.55            | +3.28            |
| 32      | 42    | Jana Suau                   | Hiszpania         | 59.64            | +3.37            |
| 33      | 29    | Sophie Foster               | Wielka Brytania   | 1:00.33          | +4.06            |
| 34      | 39    | Adalbjörg Lilly Hauksdóttir | Islandia          | 1:00.51          | +4.24            |
| 35      | 46    | Esperanza Pereyra           | Argentyna         | 1:00.85          | +4.58            |
| 36      | 56    | Anastasija Trofimowa        | Rosja             | 1:01.14          | +4.87            |
| 37      | 27    | Anja Oplotnik               | Słowenia          | 1:01.19          | +4.92            |
| 38      | 44    | Sofía Saint Antonin         | Argentyna         | 1:01.32          | +5.05            |
| 39      | 62    | Lee Hae-un                  | Korea Południowa  | 1:01.61          | +5.34            |
| 40      | 48    | Diana Andreea Renţea        | Rumunia           | 1:01.88          | +5.61            |
| 41      | 50    | Yuka Wakatsuki              | Japonia           | 1:02.38          | +6.11            |
| 42      | 47    | Abigail Vieira              | Trynidad i Tobago | 1:02.58          | +6.31            |
| 43      | 38    | Zoe Michael                 | Australia         | 1:03.02          | +6.75            |
| 44      | 45    | Kateryna Szepiłenko         | Ukraina           | 1:04.14          | +7.87            |
| 45      | 53    | Aleksandra Troickaja        | Kazachstan        | 1:04.42          | +8.15            |
| 46      | 52    | Mia Nuriah Freudweiler      | Pakistan          | 1:04.98          | +8.71            |
| 47      | 49    | Gabriela Hopek              | Polska            | 1:05.37          | +9.10            |
| 48      | 60    | Isabella Davis              | Australia         | 1:05.52          | +9.25            |
| 49      | 61    | Daniela Payen               | Meksyk            | 1:06.17          | +9.90            |
| 50      | 59    | Maria Nikoleta Kaltsogianni | Grecja            | 1:12.35          | +16.08           |
| DNF     | 8     | Lauren Macuga               | Stany Zjednoczone | Nie ukończyły    | Nie ukończyły    |
| DNF     | 12    | Barbora Nováková            | Czechy            | Nie ukończyły    | Nie ukończyły    |
| DNF     | 15    | Alice Marchessault          | Kanada            | Nie ukończyły    | Nie ukończyły    |
| DNF     | 16    | Nicola Rountree-Williams    | Stany Zjednoczone | Nie ukończyły    | Nie ukończyły    |
| DNF     | 23    | Alizée Dahon                | Francja           | Nie ukończyły    | Nie ukończyły    |
| DNF     | 33    | Lena Volken                 | Szwajcaria        | Nie ukończyły    | Nie ukończyły    |
| DNF     | 41    | Kristiane Rør Madsen        | Dania             | Nie ukończyły    | Nie ukończyły    |
| DNF     | 55    | Sara Madelene Marøy         | Norwegia          | Nie ukończyły    | Nie ukończyły    |
| DNF     | 58    | Julia Zlatkowa              | Bułgaria          | Nie ukończyły    | Nie ukończyły    |
| DNS     | 25    | Sarah Brown                 | Kanada            | Nie wystartowały | Nie wystartowały |
| DNS     | 51    | Artemis Hoseyni             | Iran              | Nie wystartowały | Nie wystartowały |
| DNS     | 54    | Sarah Escobar               | Ekwador           | Nie wystartowały | Nie wystartowały |

#### Superkombinacja
| Pozycja | Numer | Zawodniczka                 | Kraj              | Super-G                    | Pozycja                    | Slalom                | Pozycja               | Czas łączny           | Strata                |
| ------- | ----- | --------------------------- | ----------------- | -------------------------- | -------------------------- | --------------------- | --------------------- | --------------------- | --------------------- |
|         | 11    | Amanda Salzgeber            | Austria           | 56.40                      | 4                          | 37.34                 | 2                     | 1:33.74               |                       |
|         | 26    | Noa Szollos                 | Izrael            | 56.36                      | 3                          | 38.33                 | 10                    | 1:34.69               | +0.95                 |
|         | 28    | Amélie Klopfenstein         | Szwajcaria        | 56.27                      | 1                          | 38.58                 | 12                    | 1:34.85               | +1.11                 |
| 4       | 32    | Rebeka Jančová              | Słowacja          | 56.99                      | 8                          | 37.88                 | 6                     | 1:34.87               | +1.13                 |
| 5       | 22    | Sophie Mathiou              | Włochy            | 57.29                      | 12                         | 37.80                 | 5                     | 1:35.09               | +1.35                 |
| 6       | 17    | Wilma Marklund              | Szwecja           | 57.32                      | 13                         | 37.78                 | 4                     | 1:35.10               | +1.36                 |
| 7       | 13    | Maria Niederndorfer         | Austria           | 56.97                      | 7                          | 38.19                 | 8                     | 1:35.16               | +1.42                 |
| 8       | 3     | Katharina Haas              | Niemcy            | 57.91                      | 21                         | 37.42                 | 3                     | 1:35.33               | +1.59                 |
| 9       | 18    | Rosa Pohjolainen            | Finlandia         | 58.42                      | 24                         | 36.92                 | 1                     | 1:35.34               | +1.60                 |
| 10      | 10    | Delia Durrer                | Szwajcaria        | 57.35                      | 14                         | 38.25                 | 9                     | 1:35.60               | +1.86                 |
| 11      | 6     | Malin Sofie Sund            | Norwegia          | 57.51                      | 17                         | 38.17                 | 7                     | 1:35.68               | +1.94                 |
| 12      | 57    | Emma Resnick                | Stany Zjednoczone | 57.21                      | 11                         | 39.00                 | 14                    | 1:36.21               | +2.47                 |
| 13      | 1     | Lara Klein                  | Niemcy            | 57.97                      | 22                         | 38.42                 | 11                    | 1:36.39               | +2.65                 |
| 14      | 14    | Alica Calaba                | Włochy            | 56.75                      | 6                          | 40.10                 | 20                    | 1:36.85               | +3.11                 |
| 15      | 37    | Zoja Grbović                | Serbia            | 57.13                      | 10                         | 40.09                 | 19                    | 1:37.22               | +3.48                 |
| 16      | 24    | Chiara Pogneaux             | Francja           | 58.72                      | 27                         | 38.64                 | 13                    | 1:37.36               | +3.62                 |
| 17      | 40    | Zita Tóth                   | Węgry             | 57.47                      | 16                         | 40.47                 | 22                    | 1:37.94               | +4.20                 |
| 18      | 9     | Lina Knifič                 | Słowenia          | 57.85                      | 20                         | 40.36                 | 21                    | 1:38.21               | +4.47                 |
| 19      | 34    | Christina Bühler            | Liechtenstein     | 58.52                      | 25                         | 39.81                 | 17                    | 1:38.33               | +4.59                 |
| 20      | 21    | Cathinka Lunder             | Norwegia          | 57.85                      | 19                         | 40.89                 | 25                    | 1:38.74               | +5.00                 |
| 21      | 2     | Matilde Schwencke           | Chile             | 58.67                      | 26                         | 40.47                 | 22                    | 1:39.14               | +5.40                 |
| 22      | 4     | Nika Murovec                | Słowenia          | 59.12                      | 29                         | 40.83                 | 24                    | 1:39.95               | +6.21                 |
| 23      | 29    | Sophie Foster               | Wielka Brytania   | 1:00.33                    | 33                         | 39.98                 | 18                    | 1:40.31               | +6.57                 |
| 24      | 27    | Anja Oplotnik               | Słowenia          | 1:01.19                    | 37                         | 39.28                 | 15                    | 1:40.47               | +6.73                 |
| 25      | 56    | Anastasija Trofimowa        | Rosja             | 1:01.14                    | 36                         | 39.70                 | 16                    | 1:40.84               | +7.10                 |
| 26      | 46    | Esperanza Pereyra           | Argentyna         | 1:00.85                    | 35                         | 41.50                 | 27                    | 1:42.35               | +8.61                 |
| 27      | 44    | Sofía Saint Antonin         | Argentyna         | 1:01.32                    | 38                         | 41.55                 | 28                    | 1:42.87               | +9.13                 |
| 28      | 50    | Yuka Wakatsuki              | Japonia           | 1:02.38                    | 41                         | 41.47                 | 26                    | 1:43.85               | +10.11                |
| 29      | 48    | Diana Andreea Renţea        | Rumunia           | 1:01.88                    | 40                         | 43.30                 | 31                    | 1:45.18               | +11.44                |
| 30      | 52    | Mia Nuriah Freudweiler      | Pakistan          | 1:04.98                    | 46                         | 41.77                 | 29                    | 1:46.75               | +13.01                |
| 31      | 45    | Kateryna Szepiłenko         | Ukraina           | 1:04.14                    | 44                         | 42.88                 | 30                    | 1:47.02               | +13.28                |
| 32      | 47    | Abigail Vieira              | Trynidad i Tobago | 1:02.58                    | 42                         | 44.97                 | 32                    | 1:47.55               | +13.81                |
| DNF     | 5     | Emma Sahlin                 | Szwecja           | 57.39                      | 15                         | Nie ukończyły slalomu | Nie ukończyły slalomu | Nie ukończyły slalomu | Nie ukończyły slalomu |
| DNF     | 7     | Hanna Aronsson Elfman       | Szwecja           | 56.70                      | 5                          | Nie ukończyły slalomu | Nie ukończyły slalomu | Nie ukończyły slalomu | Nie ukończyły slalomu |
| DNF     | 19    | Teresa Fritzenwallner       | Austria           | 57.11                      | 9                          | Nie ukończyły slalomu | Nie ukończyły slalomu | Nie ukończyły slalomu | Nie ukończyły slalomu |
| DNF     | 20    | Maisa Kivimäki              | Finlandia         | 59.55                      | 31                         | Nie ukończyły slalomu | Nie ukończyły slalomu | Nie ukończyły slalomu | Nie ukończyły slalomu |
| DNF     | 30    | Daisi Daniels               | Wielka Brytania   | 57.82                      | 18                         | Nie ukończyły slalomu | Nie ukończyły slalomu | Nie ukończyły slalomu | Nie ukończyły slalomu |
| DNF     | 31    | Annette Belfrond            | Włochy            | 58.08                      | 23                         | Nie ukończyły slalomu | Nie ukończyły slalomu | Nie ukończyły slalomu | Nie ukończyły slalomu |
| DNF     | 36    | Caitlin McFarlane           | Francja           | 56.35                      | 2                          | Nie ukończyły slalomu | Nie ukończyły slalomu | Nie ukończyły slalomu | Nie ukończyły slalomu |
| DNF     | 38    | Zoe Michael                 | Australia         | 1:03.02                    | 43                         | Nie ukończyły slalomu | Nie ukończyły slalomu | Nie ukończyły slalomu | Nie ukończyły slalomu |
| DNF     | 39    | Adalbjörg Lilly Hauksdóttir | Islandia          | 1:00.51                    | 34                         | Nie ukończyły slalomu | Nie ukończyły slalomu | Nie ukończyły slalomu | Nie ukończyły slalomu |
| DNF     | 42    | Jana Suau                   | Hiszpania         | 59.64                      | 32                         | Nie ukończyły slalomu | Nie ukończyły slalomu | Nie ukończyły slalomu | Nie ukończyły slalomu |
| DNF     | 43    | Vanina Guerillot            | Portugalia        | 59.10                      | 28                         | Nie ukończyły slalomu | Nie ukończyły slalomu | Nie ukończyły slalomu | Nie ukończyły slalomu |
| DNF     | 49    | Gabriela Hopek              | Polska            | 1:05.37                    | 47                         | Nie ukończyły slalomu | Nie ukończyły slalomu | Nie ukończyły slalomu | Nie ukończyły slalomu |
| DNF     | 53    | Aleksandra Troickaja        | Kazachstan        | 1:04.42                    | 45                         | Nie ukończyły slalomu | Nie ukończyły slalomu | Nie ukończyły slalomu | Nie ukończyły slalomu |
| DNF     | 59    | Maria Nikoleta Kaltsogianni | Grecja            | 1:12.35                    | 50                         | Nie ukończyły slalomu | Nie ukończyły slalomu | Nie ukończyły slalomu | Nie ukończyły slalomu |
| DNF     | 60    | Isabella Davis              | Australia         | 1:05.52                    | 48                         | Nie ukończyły slalomu | Nie ukończyły slalomu | Nie ukończyły slalomu | Nie ukończyły slalomu |
| DNF     | 61    | Daniela Payen               | Meksyk            | 1:06.17                    | 49                         | Nie ukończyły slalomu | Nie ukończyły slalomu | Nie ukończyły slalomu | Nie ukończyły slalomu |
| DNF     | 62    | Lee Hae-un                  | Korea Południowa  | 1:01.61                    | 39                         | Nie ukończyły slalomu | Nie ukończyły slalomu | Nie ukończyły slalomu | Nie ukończyły slalomu |
| DSQ     | 35    | Carla Mijares               | Andora            | 59.12                      | 29                         | Dyskwalifikacja       | Dyskwalifikacja       | Dyskwalifikacja       | Dyskwalifikacja       |
| DNF     | 8     | Lauren Macuga               | Stany Zjednoczone | Nie ukończyły supergiganta | Nie ukończyły supergiganta |                       |                       |                       |                       |
| DNF     | 12    | Barbora Nováková            | Czechy            | Nie ukończyły supergiganta | Nie ukończyły supergiganta |                       |                       |                       |                       |
| DNF     | 15    | Alice Marchessault          | Kanada            | Nie ukończyły supergiganta | Nie ukończyły supergiganta |                       |                       |                       |                       |
| DNF     | 16    | Nicola Rountree-Williams    | Stany Zjednoczone | Nie ukończyły supergiganta | Nie ukończyły supergiganta |                       |                       |                       |                       |
| DNF     | 23    | Alizée Dahon                | Francja           | Nie ukończyły supergiganta | Nie ukończyły supergiganta |                       |                       |                       |                       |
| DNF     | 33    | Lena Volken                 | Szwajcaria        | Nie ukończyły supergiganta | Nie ukończyły supergiganta |                       |                       |                       |                       |
| DNF     | 41    | Kristiane Rør Madsen        | Dania             | Nie ukończyły supergiganta | Nie ukończyły supergiganta |                       |                       |                       |                       |
| DNF     | 55    | Sara Madelene Marøy         | Norwegia          | Nie ukończyły supergiganta | Nie ukończyły supergiganta |                       |                       |                       |                       |
| DNF     | 58    | Julia Zlatkowa              | Bułgaria          | Nie ukończyły supergiganta | Nie ukończyły supergiganta |                       |                       |                       |                       |
| DNS     | 25    | Sarah Brown                 | Kanada            | Nie wystartowały           | Nie wystartowały           |                       |                       |                       |                       |
| DNS     | 51    | Artemis Hoseyni             | Iran              | Nie wystartowały           | Nie wystartowały           |                       |                       |                       |                       |
| DNS     | 54    | Sarah Escobar               | Ekwador           | Nie wystartowały           | Nie wystartowały           |                       |                       |                       |                       |

#### Slalom gigant
| Pozycja | Numer | Zawodniczka                 | Kraj                 | Przejazd 1                         | Pozycja                            | Przejazd 2                            | Pozycja                               | Czas łączny                           | Strata                                |
| ------- | ----- | --------------------------- | -------------------- | ---------------------------------- | ---------------------------------- | ------------------------------------- | ------------------------------------- | ------------------------------------- | ------------------------------------- |
|         | 7     | Amélie Klopfenstein         | Szwajcaria           | 1:05.61                            | 5                                  | 1:03.07                               | 2                                     | 2:08.68                               |                                       |
|         | 13    | Rosa Pohjolainen            | Finlandia            | 1:04.99                            | 1                                  | 1:03.83                               | 6                                     | 2:08.82                               | +0.14                                 |
|         | 15    | Amanda Salzgeber            | Austria              | 1:05.66                            | 6                                  | 1:03.17                               | 3                                     | 2:08.83                               | +0.15                                 |
| 4       | 2     | Emma Resnick                | Stany Zjednoczone    | 1:06.37                            | 12                                 | 1:02.79                               | 1                                     | 2:09.16                               | +0.48                                 |
| 5       | 11    | Caitlin McFarlane           | Francja              | 1:05.48                            | 3                                  | 1:03.78                               | 5                                     | 2:09.26                               | +0.58                                 |
| 6       | 14    | Lena Volken                 | Szwajcaria           | 1:05.80                            | 7                                  | 1:03.61                               | 4                                     | 2:09.41                               | +0.73                                 |
| 7       | 6     | Hanna Aronsson Elfman       | Szwecja              | 1:05.38                            | 2                                  | 1:04.04                               | 7                                     | 2:09.42                               | +0.74                                 |
| 8       | 4     | Nicola Rountree-Williams    | Stany Zjednoczone    | 1:05.95                            | 8                                  | 1:04.06                               | 8                                     | 2:10.01                               | +1.33                                 |
| 9       | 3     | Sophie Mathiou              | Włochy               | 1:06.22                            | 10                                 | 1:04.22                               | 9                                     | 2:10.44                               | +1.76                                 |
| 10      | 18    | Alica Calaba                | Włochy               | 1:06.26                            | 11                                 | 1:04.23                               | 10                                    | 2:10.49                               | +1.81                                 |
| 11      | 22    | Maria Niederndorfer         | Austria              | 1:06.19                            | 9                                  | 1:04.55                               | 12                                    | 2:10.74                               | +2.06                                 |
| 12      | 5     | Chiara Pogneaux             | Francja              | 1:06.84                            | 14                                 | 1:04.81                               | 14                                    | 2:11.65                               | +2.97                                 |
| 13      | 16    | Wilma Marklund              | Szwecja              | 1:06.84                            | 14                                 | 1:04.82                               | 15                                    | 2:11.66                               | +2.98                                 |
| 14      | 33    | Rebeka Jančová              | Słowacja             | 1:07.15                            | 18                                 | 1:04.67                               | 13                                    | 2:11.82                               | +3.14                                 |
| 15      | 1     | Delia Durrer                | Szwajcaria           | 1:07.10                            | 17                                 | 1:05.18                               | 18                                    | 2:12.28                               | +3.60                                 |
| 16      | 30    | Cathinka Lunder             | Norwegia             | 1:07.30                            | 20                                 | 1:05.17                               | 17                                    | 2:12.47                               | +3.79                                 |
| 17      | 10    | Annette Belfrond            | Włochy               | 1:08.69                            | 28                                 | 1:04.34                               | 11                                    | 2:13.03                               | +4.35                                 |
| 18      | 17    | Barbora Nováková            | Czechy               | 1:07.42                            | 24                                 | 1:05.81                               | 20                                    | 2:13.23                               | +4.55                                 |
| 19      | 25    | Jana Suau                   | Hiszpania            | 1:08.26                            | 25                                 | 1:04.99                               | 16                                    | 2:13.25                               | +4.57                                 |
| 20      | 31    | Anastasija Trofimowa        | Rosja                | 1:09.09                            | 29                                 | 1:05.53                               | 19                                    | 2:14.62                               | +5.94                                 |
| 21      | 44    | Christina Bühler            | Liechtenstein        | 1:08.39                            | 27                                 | 1:06.44                               | 21                                    | 2:14.83                               | +6.15                                 |
| 22      | 28    | Carla Mijares               | Andora               | 1:07.17                            | 19                                 | 1:07.98                               | 22                                    | 2:15.15                               | +6.47                                 |
| 23      | 50    | Lee Hae-un                  | Korea Południowa     | 1:11.17                            | 38                                 | 1:08.02                               | 23                                    | 2:19.19                               | +10.51                                |
| 24      | 57    | Julia Zlatkowa              | Bułgaria             | 1:10.30                            | 33                                 | 1:09.08                               | 26                                    | 2:19.38                               | +10.70                                |
| 25      | 47    | Zoe Michael                 | Australia            | 1:11.03                            | 37                                 | 1:08.76                               | 24                                    | 2:19.79                               | +11.11                                |
| 26      | 12    | Yuka Wakatsuki              | Japonia              | 1:10.59                            | 34                                 | 1:09.44                               | 27                                    | 2:20.03                               | +11.35                                |
| 27      | 43    | Sofía Saint Antonin         | Argentyna            | 1:10.70                            | 35                                 | 1:09.63                               | 28                                    | 2:20.33                               | +11.65                                |
| 28      | 48    | Kristiane Rør Madsen        | Dania                | 1:10.71                            | 36                                 | 1:09.98                               | 29                                    | 2:20.69                               | +12.01                                |
| 29      | 52    | Gabriela Hopek              | Polska               | 1:12.05                            | 40                                 | 1:09.01                               | 25                                    | 2:21.06                               | +12.38                                |
| 30      | 54    | Katie Crawford              | Nowa Zelandia        | 1:12.58                            | 41                                 | 1:10.67                               | 30                                    | 2:23.25                               | +14.57                                |
| 31      | 59    | Diana Andreea Renţea        | Rumunia              | 1:13.69                            | 42                                 | 1:10.88                               | 31                                    | 2:24.57                               | +15.89                                |
| 32      | 63    | Smiltė Bieliūnaitė          | Litwa                | 1:18.02                            | 46                                 | 1:17.37                               | 32                                    | 2:35.39                               | +26.71                                |
| 33      | 61    | Maria Nikoleta Kaltsogianni | Grecja               | 1:21.55                            | 48                                 | 1:17.85                               | 33                                    | 2:39.40                               | +30.72                                |
| 34      | 64    | Wang Shengjie               | Chiny                | 1:25.66                            | 51                                 | 1:21.23                               | 34                                    | 2:46.89                               | +38.21                                |
| 35      | 69    | Georgia Epiphaniou          | Cypr                 | 1:23.88                            | 50                                 | 1:23.40                               | 35                                    | 2:47.28                               | +38.60                                |
| 36      | 71    | Ana Wahleithner             | Filipiny             | 1:34.46                            | 56                                 | 1:29.77                               | 36                                    | 3:04.23                               | +55.55                                |
| 37      | 74    | Nichakan Chinupun           | Tajlandia            | 1:34.48                            | 57                                 | 1:30.90                               | 37                                    | 3:05.38                               | +56.70                                |
| 38      | 46    | Maisa Kivimäki              | Finlandia            | 1:11.83                            | 39                                 | Nie wystartowały w drugim przejeździe | Nie wystartowały w drugim przejeździe | Nie wystartowały w drugim przejeździe | Nie wystartowały w drugim przejeździe |
| 39      | 77    | Nino Kurtanidze             | Gruzja               | 1:27.78                            | 52                                 | Nie wystartowały w drugim przejeździe | Nie wystartowały w drugim przejeździe | Nie wystartowały w drugim przejeździe | Nie wystartowały w drugim przejeździe |
| 40      | 75    | Hanle van der Merwe         | Południowa Afryka    | 1:34.18                            | 54                                 | Nie wystartowały w drugim przejeździe | Nie wystartowały w drugim przejeździe | Nie wystartowały w drugim przejeździe | Nie wystartowały w drugim przejeździe |
| DNF     | 8     | Sarah Brown                 | Kanada               | 1:09.19                            | 30                                 | Nie ukończyły drugiego przejazdu      | Nie ukończyły drugiego przejazdu      | Nie ukończyły drugiego przejazdu      | Nie ukończyły drugiego przejazdu      |
| DNF     | 9     | Emma Sahlin                 | Szwecja              | 1:07.34                            | 21                                 | Nie ukończyły drugiego przejazdu      | Nie ukończyły drugiego przejazdu      | Nie ukończyły drugiego przejazdu      | Nie ukończyły drugiego przejazdu      |
| DNF     | 19    | Alizée Dahon                | Francja              | 1:08.31                            | 26                                 | Nie ukończyły drugiego przejazdu      | Nie ukończyły drugiego przejazdu      | Nie ukończyły drugiego przejazdu      | Nie ukończyły drugiego przejazdu      |
| DNF     | 20    | Teresa Fritzenwallner       | Austria              | 1:06.95                            | 16                                 | Nie ukończyły drugiego przejazdu      | Nie ukończyły drugiego przejazdu      | Nie ukończyły drugiego przejazdu      | Nie ukończyły drugiego przejazdu      |
| DNF     | 24    | Katharina Haas              | Niemcy               | 1:05.50                            | 4                                  | Nie ukończyły drugiego przejazdu      | Nie ukończyły drugiego przejazdu      | Nie ukończyły drugiego przejazdu      | Nie ukończyły drugiego przejazdu      |
| DNF     | 29    | Malin Sofie Sund            | Norwegia             | 1:07.35                            | 22                                 | Nie ukończyły drugiego przejazdu      | Nie ukończyły drugiego przejazdu      | Nie ukończyły drugiego przejazdu      | Nie ukończyły drugiego przejazdu      |
| DNF     | 32    | Daisi Daniels               | Wielka Brytania      | 1:07.39                            | 23                                 | Nie ukończyły drugiego przejazdu      | Nie ukończyły drugiego przejazdu      | Nie ukończyły drugiego przejazdu      | Nie ukończyły drugiego przejazdu      |
| DNF     | 34    | Sara Madelene Marøy         | Norwegia             | 1:09.81                            | 32                                 | Nie ukończyły drugiego przejazdu      | Nie ukończyły drugiego przejazdu      | Nie ukończyły drugiego przejazdu      | Nie ukończyły drugiego przejazdu      |
| DNF     | 37    | Dženifera Ģērmane           | Łotwa                | 1:06.47                            | 13                                 | Nie ukończyły drugiego przejazdu      | Nie ukończyły drugiego przejazdu      | Nie ukończyły drugiego przejazdu      | Nie ukończyły drugiego przejazdu      |
| DNF     | 42    | Sophie Foster               | Wielka Brytania      | 1:09.36                            | 31                                 | Nie ukończyły drugiego przejazdu      | Nie ukończyły drugiego przejazdu      | Nie ukończyły drugiego przejazdu      | Nie ukończyły drugiego przejazdu      |
| DNF     | 51    | Esma Alić                   | Bośnia i Hercegowina | 1:13.74                            | 44                                 | Nie ukończyły drugiego przejazdu      | Nie ukończyły drugiego przejazdu      | Nie ukończyły drugiego przejazdu      | Nie ukończyły drugiego przejazdu      |
| DNF     | 60    | Abigail Vieira              | Trynidad i Tobago    | 1:15.03                            | 45                                 | Nie ukończyły drugiego przejazdu      | Nie ukończyły drugiego przejazdu      | Nie ukończyły drugiego przejazdu      | Nie ukończyły drugiego przejazdu      |
| DNF     | 62    | Sarah Escobar               | Ekwador              | 1:21.77                            | 49                                 | Nie ukończyły drugiego przejazdu      | Nie ukończyły drugiego przejazdu      | Nie ukończyły drugiego przejazdu      | Nie ukończyły drugiego przejazdu      |
| DNF     | 68    | Daniela Payen               | Meksyk               | 1:18.22                            | 47                                 | Nie ukończyły drugiego przejazdu      | Nie ukończyły drugiego przejazdu      | Nie ukończyły drugiego przejazdu      | Nie ukończyły drugiego przejazdu      |
| DNF     | 73    | Artemis Hoseyni             | Iran                 | 1:28.60                            | 53                                 | Nie ukończyły drugiego przejazdu      | Nie ukończyły drugiego przejazdu      | Nie ukończyły drugiego przejazdu      | Nie ukończyły drugiego przejazdu      |
| DNF     | 78    | Maria Issa                  | Liban                | 1:38.65                            | 58                                 | Nie ukończyły drugiego przejazdu      | Nie ukończyły drugiego przejazdu      | Nie ukończyły drugiego przejazdu      | Nie ukończyły drugiego przejazdu      |
| DSQ     | 56    | Kateryna Szepiłenko         | Ukraina              | 1:13.69                            | 42                                 | Zdyskwalifikowane                     | Zdyskwalifikowane                     | Zdyskwalifikowane                     | Zdyskwalifikowane                     |
| DSQ     | 76    | Tamara Popović              | Czarnogóra           | 1:34.29                            | 55                                 | Zdyskwalifikowane                     | Zdyskwalifikowane                     | Zdyskwalifikowane                     | Zdyskwalifikowane                     |
| DNF     | 21    | Nika Murovec                | Słowenia             | Nie ukończyły pierwszego przejazdu | Nie ukończyły pierwszego przejazdu | Nie ukończyły pierwszego przejazdu    | Nie ukończyły pierwszego przejazdu    | Nie ukończyły pierwszego przejazdu    | Nie ukończyły pierwszego przejazdu    |
| DNF     | 23    | Alice Marchessault          | Kanada               | Nie ukończyły pierwszego przejazdu | Nie ukończyły pierwszego przejazdu | Nie ukończyły pierwszego przejazdu    | Nie ukończyły pierwszego przejazdu    | Nie ukończyły pierwszego przejazdu    | Nie ukończyły pierwszego przejazdu    |
| DNF     | 26    | Zita Tóth                   | Węgry                | Nie ukończyły pierwszego przejazdu | Nie ukończyły pierwszego przejazdu | Nie ukończyły pierwszego przejazdu    | Nie ukończyły pierwszego przejazdu    | Nie ukończyły pierwszego przejazdu    | Nie ukończyły pierwszego przejazdu    |
| DNF     | 27    | Matilde Schwencke           | Chile                | Nie ukończyły pierwszego przejazdu | Nie ukończyły pierwszego przejazdu | Nie ukończyły pierwszego przejazdu    | Nie ukończyły pierwszego przejazdu    | Nie ukończyły pierwszego przejazdu    | Nie ukończyły pierwszego przejazdu    |
| DNF     | 35    | Lara Klein                  | Niemcy               | Nie ukończyły pierwszego przejazdu | Nie ukończyły pierwszego przejazdu | Nie ukończyły pierwszego przejazdu    | Nie ukończyły pierwszego przejazdu    | Nie ukończyły pierwszego przejazdu    | Nie ukończyły pierwszego przejazdu    |
| DNF     | 36    | Lina Knifič                 | Słowenia             | Nie ukończyły pierwszego przejazdu | Nie ukończyły pierwszego przejazdu | Nie ukończyły pierwszego przejazdu    | Nie ukończyły pierwszego przejazdu    | Nie ukończyły pierwszego przejazdu    | Nie ukończyły pierwszego przejazdu    |
| DNF     | 38    | Anja Oplotnik               | Słowenia             | Nie ukończyły pierwszego przejazdu | Nie ukończyły pierwszego przejazdu | Nie ukończyły pierwszego przejazdu    | Nie ukończyły pierwszego przejazdu    | Nie ukończyły pierwszego przejazdu    | Nie ukończyły pierwszego przejazdu    |
| DNF     | 39    | Vanina Guerillot            | Portugalia           | Nie ukończyły pierwszego przejazdu | Nie ukończyły pierwszego przejazdu | Nie ukończyły pierwszego przejazdu    | Nie ukończyły pierwszego przejazdu    | Nie ukończyły pierwszego przejazdu    | Nie ukończyły pierwszego przejazdu    |
| DNF     | 40    | Noa Szollos                 | Izrael               | Nie ukończyły pierwszego przejazdu | Nie ukończyły pierwszego przejazdu | Nie ukończyły pierwszego przejazdu    | Nie ukończyły pierwszego przejazdu    | Nie ukończyły pierwszego przejazdu    | Nie ukończyły pierwszego przejazdu    |
| DNF     | 41    | Esperanza Pereyra           | Argentyna            | Nie ukończyły pierwszego przejazdu | Nie ukończyły pierwszego przejazdu | Nie ukończyły pierwszego przejazdu    | Nie ukończyły pierwszego przejazdu    | Nie ukończyły pierwszego przejazdu    | Nie ukończyły pierwszego przejazdu    |
| DNF     | 45    | Zoja Grbović                | Serbia               | Nie ukończyły pierwszego przejazdu | Nie ukończyły pierwszego przejazdu | Nie ukończyły pierwszego przejazdu    | Nie ukończyły pierwszego przejazdu    | Nie ukończyły pierwszego przejazdu    | Nie ukończyły pierwszego przejazdu    |
| DNF     | 49    | Adalbjörg Lilly Hauksdóttir | Islandia             | Nie ukończyły pierwszego przejazdu | Nie ukończyły pierwszego przejazdu | Nie ukończyły pierwszego przejazdu    | Nie ukończyły pierwszego przejazdu    | Nie ukończyły pierwszego przejazdu    | Nie ukończyły pierwszego przejazdu    |
| DNF     | 53    | Mia Nuriah Freudweiler      | Pakistan             | Nie ukończyły pierwszego przejazdu | Nie ukończyły pierwszego przejazdu | Nie ukończyły pierwszego przejazdu    | Nie ukończyły pierwszego przejazdu    | Nie ukończyły pierwszego przejazdu    | Nie ukończyły pierwszego przejazdu    |
| DNF     | 55    | Isabella Davis              | Australia            | Nie ukończyły pierwszego przejazdu | Nie ukończyły pierwszego przejazdu | Nie ukończyły pierwszego przejazdu    | Nie ukończyły pierwszego przejazdu    | Nie ukończyły pierwszego przejazdu    | Nie ukończyły pierwszego przejazdu    |
| DNF     | 58    | Emma Austin                 | Irlandia             | Nie ukończyły pierwszego przejazdu | Nie ukończyły pierwszego przejazdu | Nie ukończyły pierwszego przejazdu    | Nie ukończyły pierwszego przejazdu    | Nie ukończyły pierwszego przejazdu    | Nie ukończyły pierwszego przejazdu    |
| DNF     | 65    | Aleksandra Troickaja        | Kazachstan           | Nie ukończyły pierwszego przejazdu | Nie ukończyły pierwszego przejazdu | Nie ukończyły pierwszego przejazdu    | Nie ukończyły pierwszego przejazdu    | Nie ukończyły pierwszego przejazdu    | Nie ukończyły pierwszego przejazdu    |
| DNF     | 66    | Mina Baştan                 | Turcja               | Nie ukończyły pierwszego przejazdu | Nie ukończyły pierwszego przejazdu | Nie ukończyły pierwszego przejazdu    | Nie ukończyły pierwszego przejazdu    | Nie ukończyły pierwszego przejazdu    | Nie ukończyły pierwszego przejazdu    |
| DNF     | 67    | Lee Wen-yi                  | Chińskie Tajpej      | Nie ukończyły pierwszego przejazdu | Nie ukończyły pierwszego przejazdu | Nie ukończyły pierwszego przejazdu    | Nie ukończyły pierwszego przejazdu    | Nie ukończyły pierwszego przejazdu    | Nie ukończyły pierwszego przejazdu    |
| DNF     | 70    | Walerija Kowaliewa          | Uzbekistan           | Nie ukończyły pierwszego przejazdu | Nie ukończyły pierwszego przejazdu | Nie ukończyły pierwszego przejazdu    | Nie ukończyły pierwszego przejazdu    | Nie ukończyły pierwszego przejazdu    | Nie ukończyły pierwszego przejazdu    |
| DNF     | 72    | Audrey King                 | Hongkong             | Nie ukończyły pierwszego przejazdu | Nie ukończyły pierwszego przejazdu | Nie ukończyły pierwszego przejazdu    | Nie ukończyły pierwszego przejazdu    | Nie ukończyły pierwszego przejazdu    | Nie ukończyły pierwszego przejazdu    |

#### Slalom
| Pozycja | Numer | Zawodniczka                 | Kraj                 | Przejazd 1                         | Pozycja                            | Przejazd 2                         | Pozycja                            | Czas łączny                        | Strata                             |
| ------- | ----- | --------------------------- | -------------------- | ---------------------------------- | ---------------------------------- | ---------------------------------- | ---------------------------------- | ---------------------------------- | ---------------------------------- |
|         | 3     | Emma Sahlin                 | Szwecja              | 45.25                              | 2                                  | 44.57                              | 4                                  | 1:29.82                            |                                    |
|         | 15    | Lena Volken                 | Szwajcaria           | 45.22                              | 1                                  | 44.78                              | 6                                  | 1:30.00                            | +0.18                              |
|         | 19    | Lara Klein                  | Niemcy               | 45.63                              | 5                                  | 44.62                              | 5                                  | 1:30.25                            | +0.43                              |
| 4       | 6     | Wilma Marklund              | Szwecja              | 46.16                              | 7                                  | 44.33                              | 1                                  | 1:30.49                            | +0.67                              |
| 5       | 7     | Hanna Aronsson Elfman       | Szwecja              | 45.49                              | 3                                  | 45.31                              | 10                                 | 1:30.80                            | +0.98                              |
| 6       | 22    | Carla Mijares               | Andora               | 45.91                              | 6                                  | 44.90                              | 7                                  | 1:30.81                            | +0.99                              |
| 7       | 8     | Rosa Pohjolainen            | Finlandia            | 46.45                              | 11                                 | 44.47                              | 2                                  | 1:30.92                            | +1.10                              |
| 8       | 32    | Teresa Fritzenwallner       | Austria              | 46.86                              | 13                                 | 44.49                              | 3                                  | 1:31.35                            | +1.53                              |
| 9       | 29    | Anastasija Trofimowa        | Rosja                | 46.21                              | 8                                  | 45.94                              | 14                                 | 1:32.15                            | +2.33                              |
| 10      | 20    | Maria Niederndorfer         | Austria              | 47.18                              | 16                                 | 44.98                              | 8                                  | 1:32.16                            | +2.34                              |
| 11      | 14    | Chiara Pogneaux             | Francja              | 46.53                              | 12                                 | 45.64                              | 12                                 | 1:32.17                            | +2.35                              |
| 12      | 33    | Malin Sofie Sund            | Norwegia             | 46.43                              | 10                                 | 46.67                              | 16                                 | 1:33.10                            | +3.28                              |
| 13      | 2     | Nicola Rountree-Williams    | Stany Zjednoczone    | 47.29                              | 18                                 | 45.84                              | 13                                 | 1:33.13                            | +3.31                              |
| 14      | 11    | Alizée Dahon                | Francja              | 48.40                              | 22                                 | 45.24                              | 9                                  | 1:33.64                            | +3.82                              |
| 15      | 35    | Rebeka Jančová              | Słowacja             | 48.41                              | 23                                 | 45.60                              | 11                                 | 1:34.01                            | +4.19                              |
| 16      | 44    | Alica Calaba                | Włochy               | 48.21                              | 20                                 | 46.61                              | 15                                 | 1:34.82                            | +5.00                              |
| 17      | 21    | Nika Murovec                | Słowenia             | 47.28                              | 17                                 | 47.56                              | 20                                 | 1:34.84                            | +5.02                              |
| 18      | 40    | Cathinka Lunder             | Norwegia             | 48.08                              | 19                                 | 46.99                              | 18                                 | 1:35.07                            | +5.25                              |
| 19      | 27    | Delia Durrer                | Szwajcaria           | 48.34                              | 21                                 | 47.02                              | 19                                 | 1:35.36                            | +5.54                              |
| 20      | 41    | Sophie Foster               | Wielka Brytania      | 49.29                              | 28                                 | 47.76                              | 21                                 | 1:37.05                            | +7.23                              |
| 21      | 47    | Julia Zlatkowa              | Bułgaria             | 49.03                              | 26                                 | 48.54                              | 23                                 | 1:37.57                            | +7.75                              |
| 22      | 39    | Kristiane Rør Madsen        | Dania                | 51.37                              | 34                                 | 46.76                              | 17                                 | 1:38.13                            | +8.31                              |
| 23      | 48    | Christina Bühler            | Liechtenstein        | 50.77                              | 32                                 | 47.96                              | 22                                 | 1:38.73                            | +8.91                              |
| 24      | 28    | Yuka Wakatsuki              | Japonia              | 49.79                              | 29                                 | 48.98                              | 25                                 | 1:38.77                            | +8.95                              |
| 25      | 38    | Maisa Kivimäki              | Finlandia            | 50.80                              | 33                                 | 48.67                              | 24                                 | 1:39.47                            | +9.65                              |
| 26      | 46    | Esperanza Pereyra           | Argentyna            | 50.70                              | 31                                 | 49.03                              | 26                                 | 1:39.73                            | +9.91                              |
| 27      | 24    | Zoe Michael                 | Australia            | 49.95                              | 30                                 | 51.99                              | 30                                 | 1:41.94                            | +12.12                             |
| 28      | 51    | Emma Austin                 | Irlandia             | 51.66                              | 35                                 | 50.36                              | 27                                 | 1:42.02                            | +12.20                             |
| 29      | 61    | Abigail Vieira              | Trynidad i Tobago    | 53.73                              | 36                                 | 51.88                              | 29                                 | 1:45.61                            | +15.79                             |
| 30      | 54    | Maria Nikoleta Kaltsogianni | Grecja               | 54.97                              | 37                                 | 54.55                              | 31                                 | 1:49.52                            | +19.70                             |
| 31      | 58    | Katie Crawford              | Nowa Zelandia        | 1:00.56                            | 38                                 | 51.50                              | 28                                 | 1:52.06                            | +22.24                             |
| 32      | 71    | Audrey King                 | Hongkong             | 1:02.12                            | 39                                 | 1:00.58                            | 32                                 | 2:02.70                            | +32.88                             |
| 33      | 68    | Ana Wahleithner             | Filipiny             | 1:02.20                            | 40                                 | 1:01.67                            | 33                                 | 2:03.87                            | +34.05                             |
| 34      | 72    | Tamara Popović              | Czarnogóra           | 1:06.97                            | 42                                 | 1:05.30                            | 34                                 | 2:12.27                            | +42.45                             |
| 35      | 75    | Nichakan Chinupun           | Tajlandia            | 1:08.30                            | 44                                 | 1:08.52                            | 35                                 | 2:16.82                            | +47.00                             |
| 36      | 67    | Lee Wen-yi                  | Chińskie Tajpej      | 1:11.97                            | 45                                 | 1:13.87                            | 36                                 | 2:25.84                            | +56.02                             |
| 37      | 73    | Hanle van der Merwe         | Południowa Afryka    | 1:17.60                            | 47                                 | 1:17.48                            | 37                                 | 2:35.08                            | +1:05.26                           |
| DNF2    | 1     | Sophie Mathiou              | Włochy               | 49.07                              | 27                                 | Nie ukończyły drugiego przejazdu   | Nie ukończyły drugiego przejazdu   | Nie ukończyły drugiego przejazdu   | Nie ukończyły drugiego przejazdu   |
| DNF2    | 4     | Emma Resnick                | Stany Zjednoczone    | 46.97                              | 14                                 | Nie ukończyły drugiego przejazdu   | Nie ukończyły drugiego przejazdu   | Nie ukończyły drugiego przejazdu   | Nie ukończyły drugiego przejazdu   |
| DNF2    | 12    | Dženifera Ģērmane           | Łotwa                | 46.32                              | 9                                  | Nie ukończyły drugiego przejazdu   | Nie ukończyły drugiego przejazdu   | Nie ukończyły drugiego przejazdu   | Nie ukończyły drugiego przejazdu   |
| DNF2    | 13    | Amanda Salzgeber            | Austria              | 45.62                              | 4                                  | Nie ukończyły drugiego przejazdu   | Nie ukończyły drugiego przejazdu   | Nie ukończyły drugiego przejazdu   | Nie ukończyły drugiego przejazdu   |
| DNF2    | 18    | Annette Belfrond            | Włochy               | 47.08                              | 15                                 | Nie ukończyły drugiego przejazdu   | Nie ukończyły drugiego przejazdu   | Nie ukończyły drugiego przejazdu   | Nie ukończyły drugiego przejazdu   |
| DNF2    | 25    | Amélie Klopfenstein         | Szwajcaria           | 48.57                              | 24                                 | Nie ukończyły drugiego przejazdu   | Nie ukończyły drugiego przejazdu   | Nie ukończyły drugiego przejazdu   | Nie ukończyły drugiego przejazdu   |
| DNF2    | 26    | Vanina Guerillot            | Portugalia           | 48.91                              | 25                                 | Nie ukończyły drugiego przejazdu   | Nie ukończyły drugiego przejazdu   | Nie ukończyły drugiego przejazdu   | Nie ukończyły drugiego przejazdu   |
| DNF2    | 64    | Mina Baştan                 | Turcja               | 1:04.04                            | 41                                 | Nie ukończyły drugiego przejazdu   | Nie ukończyły drugiego przejazdu   | Nie ukończyły drugiego przejazdu   | Nie ukończyły drugiego przejazdu   |
| DNF2    | 74    | Valeriya Kovaleva           | Uzbekistan           | 1:07.65                            | 43                                 | Nie ukończyły drugiego przejazdu   | Nie ukończyły drugiego przejazdu   | Nie ukończyły drugiego przejazdu   | Nie ukończyły drugiego przejazdu   |
| DNF2    | 76    | Maria Issa                  | Liban                | 1:15.13                            | 46                                 | Nie ukończyły drugiego przejazdu   | Nie ukończyły drugiego przejazdu   | Nie ukończyły drugiego przejazdu   | Nie ukończyły drugiego przejazdu   |
| DNF1    | 5     | Caitlin McFarlane           | Francja              | Nie ukończyły pierwszego przejazdu | Nie ukończyły pierwszego przejazdu | Nie ukończyły pierwszego przejazdu | Nie ukończyły pierwszego przejazdu | Nie ukończyły pierwszego przejazdu | Nie ukończyły pierwszego przejazdu |
| DNF1    | 9     | Sarah Brown                 | Kanada               | Nie ukończyły pierwszego przejazdu | Nie ukończyły pierwszego przejazdu | Nie ukończyły pierwszego przejazdu | Nie ukończyły pierwszego przejazdu | Nie ukończyły pierwszego przejazdu | Nie ukończyły pierwszego przejazdu |
| DNF1    | 16    | Anja Oplotnik               | Słowenia             | Nie ukończyły pierwszego przejazdu | Nie ukończyły pierwszego przejazdu | Nie ukończyły pierwszego przejazdu | Nie ukończyły pierwszego przejazdu | Nie ukończyły pierwszego przejazdu | Nie ukończyły pierwszego przejazdu |
| DNF1    | 17    | Zita Tóth                   | Węgry                | Nie ukończyły pierwszego przejazdu | Nie ukończyły pierwszego przejazdu | Nie ukończyły pierwszego przejazdu | Nie ukończyły pierwszego przejazdu | Nie ukończyły pierwszego przejazdu | Nie ukończyły pierwszego przejazdu |
| DNF1    | 23    | Sofia Zitzmann              | Niemcy               | Nie ukończyły pierwszego przejazdu | Nie ukończyły pierwszego przejazdu | Nie ukończyły pierwszego przejazdu | Nie ukończyły pierwszego przejazdu | Nie ukończyły pierwszego przejazdu | Nie ukończyły pierwszego przejazdu |
| DNF1    | 30    | Noa Szollos                 | Izrael               | Nie ukończyły pierwszego przejazdu | Nie ukończyły pierwszego przejazdu | Nie ukończyły pierwszego przejazdu | Nie ukończyły pierwszego przejazdu | Nie ukończyły pierwszego przejazdu | Nie ukończyły pierwszego przejazdu |
| DNF1    | 31    | Jana Suau                   | Hiszpania            | Nie ukończyły pierwszego przejazdu | Nie ukończyły pierwszego przejazdu | Nie ukończyły pierwszego przejazdu | Nie ukończyły pierwszego przejazdu | Nie ukończyły pierwszego przejazdu | Nie ukończyły pierwszego przejazdu |
| DNF1    | 34    | Daisi Daniels               | Wielka Brytania      | Nie ukończyły pierwszego przejazdu | Nie ukończyły pierwszego przejazdu | Nie ukończyły pierwszego przejazdu | Nie ukończyły pierwszego przejazdu | Nie ukończyły pierwszego przejazdu | Nie ukończyły pierwszego przejazdu |
| DNF1    | 36    | Sofía Saint Antonin         | Argentyna            | Nie ukończyły pierwszego przejazdu | Nie ukończyły pierwszego przejazdu | Nie ukończyły pierwszego przejazdu | Nie ukończyły pierwszego przejazdu | Nie ukończyły pierwszego przejazdu | Nie ukończyły pierwszego przejazdu |
| DNF1    | 37    | Matilde Schwencke           | Chile                | Nie ukończyły pierwszego przejazdu | Nie ukończyły pierwszego przejazdu | Nie ukończyły pierwszego przejazdu | Nie ukończyły pierwszego przejazdu | Nie ukończyły pierwszego przejazdu | Nie ukończyły pierwszego przejazdu |
| DNF1    | 42    | Lina Knifič                 | Słowenia             | Nie ukończyły pierwszego przejazdu | Nie ukończyły pierwszego przejazdu | Nie ukończyły pierwszego przejazdu | Nie ukończyły pierwszego przejazdu | Nie ukończyły pierwszego przejazdu | Nie ukończyły pierwszego przejazdu |
| DNF1    | 45    | Esma Alić                   | Bośnia i Hercegowina | Nie ukończyły pierwszego przejazdu | Nie ukończyły pierwszego przejazdu | Nie ukończyły pierwszego przejazdu | Nie ukończyły pierwszego przejazdu | Nie ukończyły pierwszego przejazdu | Nie ukończyły pierwszego przejazdu |
| DNF1    | 49    | Sara Madelene Marøy         | Norwegia             | Nie ukończyły pierwszego przejazdu | Nie ukończyły pierwszego przejazdu | Nie ukończyły pierwszego przejazdu | Nie ukończyły pierwszego przejazdu | Nie ukończyły pierwszego przejazdu | Nie ukończyły pierwszego przejazdu |
| DNF1    | 50    | Zoja Grbović                | Serbia               | Nie ukończyły pierwszego przejazdu | Nie ukończyły pierwszego przejazdu | Nie ukończyły pierwszego przejazdu | Nie ukończyły pierwszego przejazdu | Nie ukończyły pierwszego przejazdu | Nie ukończyły pierwszego przejazdu |
| DNF1    | 52    | Lee Hae-un                  | Korea Południowa     | Nie ukończyły pierwszego przejazdu | Nie ukończyły pierwszego przejazdu | Nie ukończyły pierwszego przejazdu | Nie ukończyły pierwszego przejazdu | Nie ukończyły pierwszego przejazdu | Nie ukończyły pierwszego przejazdu |
| DNF1    | 53    | Adalbjörg Lilly Hauksdóttir | Islandia             | Nie ukończyły pierwszego przejazdu | Nie ukończyły pierwszego przejazdu | Nie ukończyły pierwszego przejazdu | Nie ukończyły pierwszego przejazdu | Nie ukończyły pierwszego przejazdu | Nie ukończyły pierwszego przejazdu |
| DNF1    | 55    | Gabriela Hopek              | Polska               | Nie ukończyły pierwszego przejazdu | Nie ukończyły pierwszego przejazdu | Nie ukończyły pierwszego przejazdu | Nie ukończyły pierwszego przejazdu | Nie ukończyły pierwszego przejazdu | Nie ukończyły pierwszego przejazdu |
| DNF1    | 56    | Mia Nuriah Freudweiler      | Pakistan             | Nie ukończyły pierwszego przejazdu | Nie ukończyły pierwszego przejazdu | Nie ukończyły pierwszego przejazdu | Nie ukończyły pierwszego przejazdu | Nie ukończyły pierwszego przejazdu | Nie ukończyły pierwszego przejazdu |
| DNF1    | 57    | Smiltė Bieliūnaitė          | Litwa                | Nie ukończyły pierwszego przejazdu | Nie ukończyły pierwszego przejazdu | Nie ukończyły pierwszego przejazdu | Nie ukończyły pierwszego przejazdu | Nie ukończyły pierwszego przejazdu | Nie ukończyły pierwszego przejazdu |
| DNF1    | 59    | Diana Andreea Renţea        | Rumunia              | Nie ukończyły pierwszego przejazdu | Nie ukończyły pierwszego przejazdu | Nie ukończyły pierwszego przejazdu | Nie ukończyły pierwszego przejazdu | Nie ukończyły pierwszego przejazdu | Nie ukończyły pierwszego przejazdu |
| DNF1    | 60    | Isabella Davis              | Australia            | Nie ukończyły pierwszego przejazdu | Nie ukończyły pierwszego przejazdu | Nie ukończyły pierwszego przejazdu | Nie ukończyły pierwszego przejazdu | Nie ukończyły pierwszego przejazdu | Nie ukończyły pierwszego przejazdu |
| DNF1    | 62    | Kateryna Szepiłenko         | Ukraina              | Nie ukończyły pierwszego przejazdu | Nie ukończyły pierwszego przejazdu | Nie ukończyły pierwszego przejazdu | Nie ukończyły pierwszego przejazdu | Nie ukończyły pierwszego przejazdu | Nie ukończyły pierwszego przejazdu |
| DNF1    | 63    | Aleksandra Troickaja        | Kazachstan           | Nie ukończyły pierwszego przejazdu | Nie ukończyły pierwszego przejazdu | Nie ukończyły pierwszego przejazdu | Nie ukończyły pierwszego przejazdu | Nie ukończyły pierwszego przejazdu | Nie ukończyły pierwszego przejazdu |
| DNF1    | 65    | Georgia Epiphaniou          | Cypr                 | Nie ukończyły pierwszego przejazdu | Nie ukończyły pierwszego przejazdu | Nie ukończyły pierwszego przejazdu | Nie ukończyły pierwszego przejazdu | Nie ukończyły pierwszego przejazdu | Nie ukończyły pierwszego przejazdu |
| DNF1    | 66    | Sarah Escobar               | Ekwador              | Nie ukończyły pierwszego przejazdu | Nie ukończyły pierwszego przejazdu | Nie ukończyły pierwszego przejazdu | Nie ukończyły pierwszego przejazdu | Nie ukończyły pierwszego przejazdu | Nie ukończyły pierwszego przejazdu |
| DNF1    | 69    | Artemis Hoseyni             | Iran                 | Nie ukończyły pierwszego przejazdu | Nie ukończyły pierwszego przejazdu | Nie ukończyły pierwszego przejazdu | Nie ukończyły pierwszego przejazdu | Nie ukończyły pierwszego przejazdu | Nie ukończyły pierwszego przejazdu |
| DNF1    | 70    | Daniela Payen               | Meksyk               | Nie ukończyły pierwszego przejazdu | Nie ukończyły pierwszego przejazdu | Nie ukończyły pierwszego przejazdu | Nie ukończyły pierwszego przejazdu | Nie ukończyły pierwszego przejazdu | Nie ukończyły pierwszego przejazdu |
| DNF1    | 78    | Nino Kurtanidze             | Gruzja               | Nie ukończyły pierwszego przejazdu | Nie ukończyły pierwszego przejazdu | Nie ukończyły pierwszego przejazdu | Nie ukończyły pierwszego przejazdu | Nie ukończyły pierwszego przejazdu | Nie ukończyły pierwszego przejazdu |
| DSQ     | 10    | Alice Marchessault          | Kanada               | Zdyskwalifikowana                  | Zdyskwalifikowana                  | Zdyskwalifikowana                  | Zdyskwalifikowana                  | Zdyskwalifikowana                  | Zdyskwalifikowana                  |
| DNS     | 43    | Barbora Nováková            | Czechy               | Nie wystartowały                   | Nie wystartowały                   | Nie wystartowały                   | Nie wystartowały                   | Nie wystartowały                   | Nie wystartowały                   |
| DNS     | 77    | Era Shala                   | Kosowo               | Nie wystartowały                   | Nie wystartowały                   | Nie wystartowały                   | Nie wystartowały                   | Nie wystartowały                   | Nie wystartowały                   |

### Chłopcy

#### Supergigant
| Pozycja | Numer | Zawodnik              | Kraj               | Czas              | Strata            |
| ------- | ----- | --------------------- | ------------------ | ----------------- | ----------------- |
|         | 11    | Adam Hofstedt         | Szwecja            | 54.56             |                   |
|         | 8     | Rok Ažnoh             | Słowenia           | 54.62             | +0.06             |
|         | 17    | Luc Roduit            | Szwajcaria         | 54.76             | +0.20             |
| 4       | 10    | Victor Bessière       | Francja            | 54.80             | +0.24             |
| 5       | 3     | David Kubeš           | Czechy             | 55.01             | +0.45             |
| 6       | 15    | Mikkel Remsøy         | Norwegia           | 55.04             | +0.48             |
| 7       | 20    | Tiziano Gravier       | Argentyna          | 55.07             | +0.51             |
| 8       | 13    | Simen Sellæg          | Norwegia           | 55.21             | +0.65             |
| 9       | 37    | Auguste Aulnette      | Francja            | 55.27             | +0.71             |
| 10      | 24    | Philip Hoffmann       | Austria            | 55.35             | +0.79             |
| 11      | 58    | Lukas Ermeskog        | Szwecja            | 55.38             | +0.82             |
| 12      | 14    | Marinus Sennhofer     | Niemcy             | 55.40             | +0.84             |
| 13      | 2     | Baptiste Sambuis      | Francja            | 55.44             | +0.88             |
| 14      | 5     | Silvano Gini          | Szwajcaria         | 55.49             | +0.93             |
| 15      | 7     | Marco Abbruzzese      | Włochy             | 55.52             | +0.96             |
| 16      | 29    | Martin Križaj         | Słowenia           | 55.61             | +1.05             |
| 16      | 16    | Gian Maria Illariuzzi | Włochy             | 55.61             | +1.05             |
| 18      | 22    | Max Geissler-Hauber   | Niemcy             | 55.83             | +1.27             |
| 19      | 4     | Sandro Zurbrügg       | Szwajcaria         | 55.85             | +1.29             |
| 20      | 21    | Trent Pennington      | Stany Zjednoczone  | 55.88             | +1.32             |
| 21      | 28    | Teo Žampa             | Słowacja           | 55.92             | +1.36             |
| 22      | 6     | Jaakko Tapanainen     | Finlandia          | 55.98             | +1.42             |
| 23      | 40    | Thomas Hoffman        | Australia          | 56.05             | +1.49             |
| 24      | 18    | Valentin Lotter       | Austria            | 56.13             | +1.57             |
| 25      | 9     | Daniel Gillis         | Stany Zjednoczone  | 56.32             | +1.76             |
| 26      | 30    | Jack Cunningham       | Wielka Brytania    | 56.36             | +1.80             |
| 27      | 33    | Nicolás Pirozzi       | Chile              | 56.76             | +2.20             |
| 28      | 25    | Konstantin Stoiłow    | Bułgaria           | 56.77             | +2.21             |
| 29      | 19    | Roman Zwerian         | Rosja              | 56.80             | +2.24             |
| 30      | 31    | Edoardo Saracco       | Włochy             | 56.86             | +2.30             |
| 31      | 26    | Rok Stojanovič        | Słowenia           | 57.03             | +2.47             |
| 32      | 34    | Bautista Alarcón      | Argentyna          | 57.30             | +2.74             |
| 33      | 42    | Bartłomiej Sanetra    | Polska             | 57.38             | +2.82             |
| 34      | 27    | Harrison Messenger    | Nowa Zelandia      | 57.59             | +3.03             |
| 35      | 32    | Taras Filiak          | Ukraina            | 57.60             | +3.04             |
| 36      | 38    | Juan Sánchez          | Hiszpania          | 57.62             | +3.06             |
| 37      | 39    | Ty Acosta             | Andora             | 57.90             | +3.34             |
| 38      | 46    | Oskar Gillberg        | Szwecja            | 58.22             | +3.66             |
| 39      | 41    | Louis Latulippe       | Kanada             | 58.24             | +3.68             |
| 40      | 36    | Mackenzie Wood        | Kanada             | 58.27             | +3.71             |
| 41      | 44    | Tvrtko Ljutić         | Chorwacja          | 58.45             | +3.89             |
| 42      | 57    | Ohra Kimishima        | Japonia            | 58.52             | +3.96             |
| 42      | 48    | Andrei Stănescu       | Rumunia            | 58.52             | +3.96             |
| 44      | 54    | Louis Masquelier      | Belgia             | 58.58             | +4.02             |
| 45      | 35    | Matthew Ryan          | Irlandia           | 58.70             | +4.14             |
| 46      | 60    | Maxx Parys            | Stany Zjednoczone  | 59.01             | +4.45             |
| 47      | 49    | Joey Steggall         | Australia          | 59.38             | +4.82             |
| 48      | 43    | Ezio Leonetti         | Albania            | 60.97             | +5.63             |
| 49      | 47    | Uglješa Pantelić      | Serbia             | 60.97             | +6.13             |
| 50      | 52    | Władisław Szłemow     | Kazachstan         | 1:01.15           | +6.59             |
| 51      | 61    | Gauti Guðmundsson     | Islandia           | 1:01.32           | +6.76             |
| 52      | 51    | Christos Marmarellis  | Grecja             | 1:01.73           | +7.17             |
| 53      | 59    | Kim Si-won            | Korea Południowa   | 1:01.96           | +7.40             |
| 54      | 53    | Tamás Trunk           | Węgry              | 1:02.10           | +7.54             |
| 55      | 45    | Derin Berkin          | Turcja             | 1:02.61           | +8.05             |
| 56      | 55    | Mirko Lazarevski      | Macedonia Północna | 1:03.43           | +8.87             |
| 57      | 50    | Roham Saba            | Iran               | 1:04.45           | +9.89             |
| DNF     | 1     | Sindre Myklebust      | Norwegia           | Nie ukończyli     | Nie ukończyli     |
| DNF     | 23    | Robert Holmes         | Wielka Brytania    | Nie ukończyli     | Nie ukończyli     |
| DNF     | 62    | Eduard Hallberg       | Finlandia          | Nie ukończyli     | Nie ukończyli     |
| DSQ     | 12    | Vincent Wieser        | Austria            | Zdyskwalifikowany | Zdyskwalifikowany |
| DNS     | 56    | Mackenson Florindo    | Haiti              | Nie wystartował   | Nie wystartował   |

#### Superkombinacja
| Pozycja | Numer | Zawodnik              | Kraj               | Super-G                    | Pozycja                    | Slalom                | Pozycja               | Czas łączny           | Strata                |
| ------- | ----- | --------------------- | ------------------ | -------------------------- | -------------------------- | --------------------- | --------------------- | --------------------- | --------------------- |
|         | 37    | Auguste Aulnette      | Francja            | 55.27                      | 9                          | 33.14                 | 1                     | 1:28.41               |                       |
|         | 15    | Mikkel Remsøy         | Norwegia           | 55.04                      | 6                          | 33.37                 | 2                     | 1:28.41               |                       |
|         | 11    | Adam Hofstedt         | Szwecja            | 54.56                      | 1                          | 34.13                 | 7                     | 1:28.69               | +0.28                 |
| 4       | 24    | Philip Hoffmann       | Austria            | 55.35                      | 10                         | 33.40                 | 3                     | 1:28.75               | +0.34                 |
| 5       | 17    | Luc Roduit            | Szwajcaria         | 54.76                      | 3                          | 34.40                 | 10                    | 1:29.16               | +0.75                 |
| 6       | 10    | Victor Bessière       | Francja            | 54.80                      | 4                          | 34.53                 | 11                    | 1:29.33               | +0.92                 |
| 7       | 2     | Baptiste Sambuis      | Francja            | 55.44                      | 13                         | 34.04                 | 6                     | 1:29.48               | +1.07                 |
| 8       | 6     | Jaakko Tapanainen     | Finlandia          | 55.98                      | 22                         | 33.89                 | 5                     | 1:29.87               | +1.46                 |
| 9       | 22    | Max Geissler-Hauber   | Niemcy             | 55.83                      | 18                         | 34.17                 | 8                     | 1:30.00               | +1.59                 |
| 10      | 5     | Silvano Gini          | Szwajcaria         | 55.49                      | 14                         | 34.81                 | 13                    | 1:30.30               | +1.89                 |
| 11      | 13    | Simen Sellæg          | Norwegia           | 55.21                      | 8                          | 35.12                 | 15                    | 1:30.33               | +1.92                 |
| 12      | 31    | Edoardo Saracco       | Włochy             | 56.86                      | 30                         | 33.67                 | 4                     | 1:30.53               | +2.12                 |
| 13      | 3     | David Kubeš           | Czechy             | 55.01                      | 5                          | 35.69                 | 20                    | 1:30.70               | +2.29                 |
| 14      | 4     | Sandro Zurbrügg       | Szwajcaria         | 55.85                      | 19                         | 35.27                 | 16                    | 1:31.12               | +2.71                 |
| 15      | 25    | Konstantin Stoiłow    | Bułgaria           | 56.77                      | 28                         | 35.08                 | 14                    | 1:31.85               | +3.44                 |
| 16      | 26    | Rok Stojanovič        | Słowenia           | 57.03                      | 31                         | 35.41                 | 17                    | 1:32.44               | +4.03                 |
| 17      | 46    | Oskar Gillberg        | Szwecja            | 58.22                      | 38                         | 34.30                 | 9                     | 1:32.52               | +4.11                 |
| 18      | 33    | Nicolás Pirozzi       | Chile              | 56.76                      | 27                         | 35.85                 | 21                    | 1:32.61               | +4.20                 |
| 19      | 9     | Daniel Gillis         | Stany Zjednoczone  | 56.32                      | 25                         | 36.42                 | 26                    | 1:32.74               | +4.33                 |
| 20      | 44    | Tvrtko Ljutić         | Chorwacja          | 58.45                      | 41                         | 34.72                 | 12                    | 1:33.17               | +4.76                 |
| 21      | 42    | Bartłomiej Sanetra    | Polska             | 57.38                      | 33                         | 35.88                 | 22                    | 1:33.26               | +4.85                 |
| 22      | 41    | Louis Latulippe       | Kanada             | 58.24                      | 39                         | 35.50                 | 19                    | 1:33.74               | +5.33                 |
| 23      | 27    | Harrison Messenger    | Nowa Zelandia      | 57.59                      | 34                         | 36.25                 | 25                    | 1:33.84               | +5.43                 |
| 24      | 28    | Teo Žampa             | Słowacja           | 55.92                      | 21                         | 38.02                 | 33                    | 1:33.94               | +5.53                 |
| 25      | 35    | Matthew Ryan          | Irlandia           | 58.70                      | 45                         | 35.41                 | 17                    | 1:34.11               | +5.70                 |
| 26      | 57    | Ohra Kimishima        | Japonia            | 58.52                      | 42                         | 36.02                 | 23                    | 1:34.54               | +6.13                 |
| 27      | 39    | Ty Acosta             | Andora             | 57.90                      | 37                         | 36.79                 | 28                    | 1:34.69               | +6.28                 |
| 28      | 54    | Louis Masquelier      | Belgia             | 58.58                      | 44                         | 36.42                 | 26                    | 1:35.00               | +6.59                 |
| 29      | 60    | Maxx Parys            | Stany Zjednoczone  | 59.01                      | 46                         | 36.13                 | 24                    | 1:35.14               | +6.73                 |
| 29      | 32    | Taras Filiak          | Ukraina            | 57.60                      | 35                         | 37.54                 | 32                    | 1:35.14               | +6.73                 |
| 31      | 61    | Gauti Guðmundsson     | Islandia           | 1:01.32                    | 51                         | 36.85                 | 29                    | 1:38.17               | +9.76                 |
| 32      | 59    | Kim Si-won            | Korea Południowa   | 1:01.96                    | 53                         | 37.09                 | 31                    | 1:39.05               | +10.64                |
| 33      | 47    | Uglješa Pantelić      | Serbia             | 60.97                      | 49                         | 38.75                 | 34                    | 1:39.44               | +11.03                |
| 34      | 45    | Derin Berkin          | Turcja             | 1:02.61                    | 55                         | 36.87                 | 30                    | 1:39.48               | +11.07                |
| 35      | 43    | Ezio Leonetti         | Albania            | 60.97                      | 48                         | 40.55                 | 35                    | 1:40.74               | +12.33                |
| 36      | 55    | Mirko Lazarevski      | Macedonia Północna | 1:03.43                    | 56                         | 40.58                 | 36                    | 1:44.01               | +15.60                |
| DNF2    | 7     | Marco Abbruzzese      | Włochy             | 55.52                      | 15                         | Nie ukończyli slalomu | Nie ukończyli slalomu | Nie ukończyli slalomu | Nie ukończyli slalomu |
| DNF2    | 8     | Rok Ažnoh             | Słowenia           | 54.62                      | 2                          | Nie ukończyli slalomu | Nie ukończyli slalomu | Nie ukończyli slalomu | Nie ukończyli slalomu |
| DNF2    | 14    | Marinus Sennhofer     | Niemcy             | 55.40                      | 12                         | Nie ukończyli slalomu | Nie ukończyli slalomu | Nie ukończyli slalomu | Nie ukończyli slalomu |
| DNF2    | 16    | Gian Maria Illariuzzi | Włochy             | 55.61                      | 16                         | Nie ukończyli slalomu | Nie ukończyli slalomu | Nie ukończyli slalomu | Nie ukończyli slalomu |
| DNF2    | 18    | Valentin Lotter       | Austria            | 56.13                      | 24                         | Nie ukończyli slalomu | Nie ukończyli slalomu | Nie ukończyli slalomu | Nie ukończyli slalomu |
| DNF2    | 19    | Roman Zwerian         | Rosja              | 56.80                      | 29                         | Nie ukończyli slalomu | Nie ukończyli slalomu | Nie ukończyli slalomu | Nie ukończyli slalomu |
| DNF2    | 20    | Tiziano Gravier       | Argentyna          | 55.07                      | 7                          | Nie ukończyli slalomu | Nie ukończyli slalomu | Nie ukończyli slalomu | Nie ukończyli slalomu |
| DNF2    | 21    | Trent Pennington      | Stany Zjednoczone  | 55.88                      | 20                         | Nie ukończyli slalomu | Nie ukończyli slalomu | Nie ukończyli slalomu | Nie ukończyli slalomu |
| DNF2    | 29    | Martin Križaj         | Słowenia           | 55.61                      | 16                         | Nie ukończyli slalomu | Nie ukończyli slalomu | Nie ukończyli slalomu | Nie ukończyli slalomu |
| DNF2    | 30    | Jack Cunningham       | Wielka Brytania    | 56.36                      | 26                         | Nie ukończyli slalomu | Nie ukończyli slalomu | Nie ukończyli slalomu | Nie ukończyli slalomu |
| DNF2    | 34    | Bautista Alarcón      | Argentyna          | 57.30                      | 32                         | Nie ukończyli slalomu | Nie ukończyli slalomu | Nie ukończyli slalomu | Nie ukończyli slalomu |
| DNF2    | 36    | Mackenzie Wood        | Kanada             | 58.27                      | 40                         | Nie ukończyli slalomu | Nie ukończyli slalomu | Nie ukończyli slalomu | Nie ukończyli slalomu |
| DNF2    | 38    | Juan Sánchez          | Hiszpania          | 57.62                      | 36                         | Nie ukończyli slalomu | Nie ukończyli slalomu | Nie ukończyli slalomu | Nie ukończyli slalomu |
| DNF2    | 40    | Thomas Hoffman        | Australia          | 56.05                      | 23                         | Nie ukończyli slalomu | Nie ukończyli slalomu | Nie ukończyli slalomu | Nie ukończyli slalomu |
| DNF2    | 48    | Andrei Stănescu       | Rumunia            | 58.52                      | 42                         | Nie ukończyli slalomu | Nie ukończyli slalomu | Nie ukończyli slalomu | Nie ukończyli slalomu |
| DNF2    | 49    | Joey Steggall         | Australia          | 59.38                      | 47                         | Nie ukończyli slalomu | Nie ukończyli slalomu | Nie ukończyli slalomu | Nie ukończyli slalomu |
| DNF2    | 50    | Roham Saba            | Iran               | 1:04.45                    | 57                         | Nie ukończyli slalomu | Nie ukończyli slalomu | Nie ukończyli slalomu | Nie ukończyli slalomu |
| DNF2    | 51    | Christos Marmarellis  | Grecja             | 1:01.73                    | 52                         | Nie ukończyli slalomu | Nie ukończyli slalomu | Nie ukończyli slalomu | Nie ukończyli slalomu |
| DNF2    | 52    | Władisław Szłemow     | Kazachstan         | 1:01.15                    | 50                         | Nie ukończyli slalomu | Nie ukończyli slalomu | Nie ukończyli slalomu | Nie ukończyli slalomu |
| DNF2    | 53    | Tamás Trunk           | Węgry              | 1:02.10                    | 54                         | Nie ukończyli slalomu | Nie ukończyli slalomu | Nie ukończyli slalomu | Nie ukończyli slalomu |
| DNF2    | 58    | Lukas Ermeskog        | Szwecja            | 55.38                      | 11                         | Nie ukończyli slalomu | Nie ukończyli slalomu | Nie ukończyli slalomu | Nie ukończyli slalomu |
| DNF1    | 1     | Sindre Myklebust      | Norwegia           | Nie ukończyli supergiganta | Nie ukończyli supergiganta |                       |                       |                       |                       |
| DNF1    | 23    | Robert Holmes         | Wielka Brytania    | Nie ukończyli supergiganta | Nie ukończyli supergiganta |                       |                       |                       |                       |
| DNF1    | 62    | Eduard Hallberg       | Finlandia          | Nie ukończyli supergiganta | Nie ukończyli supergiganta |                       |                       |                       |                       |
| DSQ     | 12    | Vincent Wieser        | Austria            | Zdyskwalifikowany          | Zdyskwalifikowany          |                       |                       |                       |                       |
| DNS     | 56    | Mackenson Florindo    | Haiti              | Nie wystartował            | Nie wystartował            |                       |                       |                       |                       |

#### Slalom gigant
| Pozycja | Numer | Zawodnik                 | Kraj                 | Przejazd 1                                | Pozycja                                   | Przejazd 2                                | Pozycja                                   | Czas łączny                               | Strata                                    |
| ------- | ----- | ------------------------ | -------------------- | ----------------------------------------- | ----------------------------------------- | ----------------------------------------- | ----------------------------------------- | ----------------------------------------- | ----------------------------------------- |
|         | 1     | Philip Hoffmann          | Austria              | 1:02.50                                   | 1                                         | 1:03.81                                   | 1                                         | 2:06.31                                   |                                           |
|         | 22    | Sandro Zurbrügg          | Szwajcaria           | 1:04.64                                   | 7                                         | 1:04.21                                   | 3                                         | 2:08.85                                   | +2.54                                     |
|         | 26    | Luc Roduit               | Szwajcaria           | 1:04.68                                   | 8                                         | 1:04.21                                   | 3                                         | 2:08.89                                   | +2.58                                     |
| 4       | 17    | Lukas Ermeskog           | Szwecja              | 1:05.13                                   | 15                                        | 1:03.83                                   | 2                                         | 2:08.96                                   | +2.65                                     |
| 5       | 4     | Adam Hofstedt            | Szwecja              | 1:03.19                                   | 2                                         | 1:05.98                                   | 17                                        | 2:09.17                                   | +2.86                                     |
| 6       | 6     | Sindre Myklebust         | Norwegia             | 1:04.43                                   | 5                                         | 1:04.82                                   | 6                                         | 2:09.25                                   | +2.94                                     |
| 7       | 24    | Baptiste Sambuis         | Francja              | 1:04.84                                   | 10                                        | 1:04.42                                   | 5                                         | 2:09.26                                   | +2.95                                     |
| 8       | 5     | Vincent Wieser           | Austria              | 1:04.26                                   | 4                                         | 1:05.09                                   | 9                                         | 2:09.35                                   | +3.04                                     |
| 9       | 20    | Edoardo Saracco          | Włochy               | 1:05.06                                   | 13                                        | 1:04.88                                   | 7                                         | 2:09.94                                   | +3.63                                     |
| 10      | 32    | Jaakko Tapanainen        | Finlandia            | 1:04.90                                   | 11                                        | 1:05.22                                   | 10                                        | 2:10.12                                   | +3.81                                     |
| 10      | 27    | Marinus Sennhofer        | Niemcy               | 1:05.05                                   | 12                                        | 1:05.07                                   | 8                                         | 2:10.12                                   | +3.81                                     |
| 12      | 2     | Victor Bessière          | Francja              | 1:04.82                                   | 9                                         | 1:05.54                                   | 13                                        | 2:10.36                                   | +4.05                                     |
| 13      | 16    | David Kubeš              | Czechy               | 1:05.14                                   | 16                                        | 1:05.44                                   | 12                                        | 2:10.58                                   | +4.27                                     |
| 14      | 13    | Nicolás Pirozzi          | Chile                | 1:05.17                                   | 17                                        | 1:05.62                                   | 14                                        | 2:10.79                                   | +4.48                                     |
| 15      | 15    | Marco Abbruzzese         | Włochy               | 1:05.32                                   | 18                                        | 1:05.78                                   | 16                                        | 2:11.10                                   | +4.79                                     |
| 16      | 34    | Konstantin Stoiłow       | Bułgaria             | 1:05.39                                   | 19                                        | 1:05.72                                   | 15                                        | 2:11.11                                   | +4.80                                     |
| 17      | 28    | Trent Pennington         | Stany Zjednoczone    | 1:05.12                                   | 14                                        | 1:06.20                                   | 19                                        | 2:11.32                                   | +5.01                                     |
| 18      | 46    | Bartłomiej Sanetra       | Polska               | 1:06.59                                   | 26                                        | 1:05.26                                   | 11                                        | 2:11.85                                   | +5.54                                     |
| 19      | 14    | Tiziano Gravier          | Argentyna            | 1:04.61                                   | 6                                         | 1:07.64                                   | 25                                        | 2:12.25                                   | +5.94                                     |
| 20      | 37    | Robert Holmes            | Wielka Brytania      | 1:06.25                                   | 23                                        | 1:06.03                                   | 18                                        | 2:12.28                                   | +5.97                                     |
| 21      | 45    | Eduard Hallberg          | Finlandia            | 1:06.47                                   | 25                                        | 1:06.37                                   | 21                                        | 2:12.84                                   | +6.53                                     |
| 22      | 29    | Ty Acosta                | Andora               | 1:06.14                                   | 22                                        | 1:06.77                                   | 23                                        | 2:12.91                                   | +6.60                                     |
| 23      | 33    | Louis Masquelier         | Belgia               | 1:05.60                                   | 20                                        | 1:07.39                                   | 24                                        | 2:12.99                                   | +6.68                                     |
| 24      | 40    | Rok Stojanovič           | Słowenia             | 1:06.70                                   | 27                                        | 1:06.54                                   | 22                                        | 2:13.24                                   | +6.93                                     |
| 25      | 42    | Tvrtko Ljutić            | Chorwacja            | 1:07.06                                   | 30                                        | 1:06.21                                   | 20                                        | 2:13.27                                   | +6.96                                     |
| 26      | 43    | Teo Žampa                | Słowacja             | 1:05.98                                   | 21                                        | 1:09.03                                   | 28                                        | 2:15.01                                   | +8.70                                     |
| 27      | 44    | Juan Sánchez             | Hiszpania            | 1:06.98                                   | 29                                        | 1:08.45                                   | 26                                        | 2:15.43                                   | +9.12                                     |
| 28      | 47    | Kim Si-won               | Korea Południowa     | 1:08.30                                   | 32                                        | 1:09.56                                   | 30                                        | 2:17.86                                   | +11.55                                    |
| 29      | 56    | Gauti Guðmundsson        | Islandia             | 1:09.13                                   | 36                                        | 1:08.97                                   | 27                                        | 2:18.10                                   | +11.79                                    |
| 30      | 51    | Derin Berkin             | Turcja               | 1:08.94                                   | 34                                        | 1:09.67                                   | 31                                        | 2:18.61                                   | +12.30                                    |
| 31      | 53    | Uglješa Pantelić         | Serbia               | 1:08.67                                   | 33                                        | 1:09.97                                   | 33                                        | 2:18.64                                   | +12.33                                    |
| 32      | 55    | Taras Filiak             | Ukraina              | 1:09.56                                   | 38                                        | 1:09.19                                   | 29                                        | 2:18.75                                   | +12.44                                    |
| 33      | 59    | Andrei Stănescu          | Rumunia              | 1:09.66                                   | 39                                        | 1:09.90                                   | 32                                        | 2:19.56                                   | +13.25                                    |
| 34      | 54    | Joey Steggall            | Australia            | 1:09.09                                   | 35                                        | 1:10.48                                   | 34                                        | 2:19.57                                   | +13.26                                    |
| 35      | 58    | Christos Marmarellis     | Grecja               | 1:11.10                                   | 41                                        | 1:10.90                                   | 35                                        | 2:22.00                                   | +15.69                                    |
| 36      | 61    | Władisław Szłemow        | Kazachstan           | 1:11.69                                   | 42                                        | 1:11.38                                   | 38                                        | 2:23.07                                   | +16.76                                    |
| 37      | 62    | Joachim Keghian          | Luksemburg           | 1:12.10                                   | 43                                        | 1:10.98                                   | 36                                        | 2:23.08                                   | +16.77                                    |
| 38      | 50    | Tamás Trunk              | Węgry                | 1:10.98                                   | 40                                        | 1:12.20                                   | 42                                        | 2:23.18                                   | +16.87                                    |
| 39      | 52    | Kristofers Gulbis        | Łotwa                | 1:12.87                                   | 46                                        | 1:11.26                                   | 37                                        | 2:24.13                                   | +17.82                                    |
| 40      | 77    | Hans Markus Danilas      | Estonia              | 1:12.74                                   | 45                                        | 1:11.51                                   | 39                                        | 2:24.25                                   | +17.94                                    |
| 41      | 65    | Mirko Lazarevski         | Macedonia Północna   | 1:12.73                                   | 44                                        | 1:11.63                                   | 40                                        | 2:24.36                                   | +18.05                                    |
| 42      | 60    | Ezio Leonetti            | Albania              | 1:13.85                                   | 48                                        | 1:12.01                                   | 41                                        | 2:25.86                                   | +19.55                                    |
| 43      | 57    | Yi Xiaoyang              | Chiny                | 1:13.80                                   | 47                                        | 1:13.64                                   | 43                                        | 2:27.44                                   | +21.13                                    |
| 44      | 70    | Miguel Almirall Perez    | Hongkong             | 1:14.85                                   | 50                                        | 1:14.01                                   | 44                                        | 2:28.86                                   | +22.55                                    |
| 45      | 68    | Alberto Tamagnini        | San Marino           | 1:14.05                                   | 49                                        | 1:14.86                                   | 46                                        | 2:28.91                                   | +22.60                                    |
| 46      | 63    | Alen Bičakčić            | Bośnia i Hercegowina | 1:15.09                                   | 51                                        | 1:14.06                                   | 45                                        | 2:29.15                                   | +22.84                                    |
| 47      | 72    | Manuel Ramos             | Portugalia           | 1:16.59                                   | 54                                        | 1:15.48                                   | 47                                        | 2:32.07                                   | +25.76                                    |
| 48      | 64    | Roham Saba               | Iran                 | 1:15.87                                   | 52                                        | 1:18.06                                   | 50                                        | 2:33.93                                   | +27.62                                    |
| 49      | 76    | Maksim Dawidowski        | Białoruś             | 1:17.65                                   | 55                                        | 1:16.47                                   | 48                                        | 2:34.12                                   | +27.81                                    |
| 50      | 69    | Vakaris Jokūbas Lapienis | Litwa                | 1:16.31                                   | 53                                        | 1:17.97                                   | 49                                        | 2:34.28                                   | +27.97                                    |
| 51      | 71    | Mackenson Florindo       | Haiti                | 1:19.94                                   | 56                                        | 1:22.15                                   | 52                                        | 2:42.09                                   | +35.78                                    |
| 52      | 67    | Ray Iskandar             | Liban                | 1:22.09                                   | 58                                        | 1:21.93                                   | 51                                        | 2:44.02                                   | +37.71                                    |
| 53      | 73    | Natthawut Hiranrat       | Tajlandia            | 1:21.23                                   | 57                                        | 1:27.82                                   | 53                                        | 2:49.05                                   | +42.74                                    |
| DNF2    | 18    | Mackenzie Wood           | Kanada               | 1:06.28                                   | 24                                        | Nie ukończyli drugiego przejazdu          | Nie ukończyli drugiego przejazdu          | Nie ukończyli drugiego przejazdu          | Nie ukończyli drugiego przejazdu          |
| DNF2    | 21    | Bautista Alarcón         | Argentyna            | 1:09.49                                   | 37                                        | Nie ukończyli drugiego przejazdu          | Nie ukończyli drugiego przejazdu          | Nie ukończyli drugiego przejazdu          | Nie ukończyli drugiego przejazdu          |
| DNF2    | 23    | Martin Križaj            | Słowenia             | 1:04.00                                   | 3                                         | Nie ukończyli drugiego przejazdu          | Nie ukończyli drugiego przejazdu          | Nie ukończyli drugiego przejazdu          | Nie ukończyli drugiego przejazdu          |
| DNF2    | 30    | Matthew Ryan             | Irlandia             | 1:06.80                                   | 28                                        | Nie ukończyli drugiego przejazdu          | Nie ukończyli drugiego przejazdu          | Nie ukończyli drugiego przejazdu          | Nie ukończyli drugiego przejazdu          |
| DNF2    | 49    | Harrison Messenger       | Nowa Zelandia        | 1:07.08                                   | 31                                        | Nie ukończyli drugiego przejazdu          | Nie ukończyli drugiego przejazdu          | Nie ukończyli drugiego przejazdu          | Nie ukończyli drugiego przejazdu          |
| DSQ2    | 74    | Thabo Rateleki           | Południowa Afryka    | 1:30.63                                   | 59                                        | Zdyskwalifikowany w drugim przejeździe    | Zdyskwalifikowany w drugim przejeździe    | Zdyskwalifikowany w drugim przejeździe    | Zdyskwalifikowany w drugim przejeździe    |
| DNF1    | 3     | Valentin Lotter          | Austria              | Nie ukończyli pierwszego przejazdu        | Nie ukończyli pierwszego przejazdu        | Nie ukończyli pierwszego przejazdu        | Nie ukończyli pierwszego przejazdu        | Nie ukończyli pierwszego przejazdu        | Nie ukończyli pierwszego przejazdu        |
| DNF1    | 7     | Mikkel Remsøy            | Norwegia             | Nie ukończyli pierwszego przejazdu        | Nie ukończyli pierwszego przejazdu        | Nie ukończyli pierwszego przejazdu        | Nie ukończyli pierwszego przejazdu        | Nie ukończyli pierwszego przejazdu        | Nie ukończyli pierwszego przejazdu        |
| DNF1    | 9     | Gian Maria Illariuzzi    | Włochy               | Nie ukończyli pierwszego przejazdu        | Nie ukończyli pierwszego przejazdu        | Nie ukończyli pierwszego przejazdu        | Nie ukończyli pierwszego przejazdu        | Nie ukończyli pierwszego przejazdu        | Nie ukończyli pierwszego przejazdu        |
| DNF1    | 10    | Daniel Gillis            | Stany Zjednoczone    | Nie ukończyli pierwszego przejazdu        | Nie ukończyli pierwszego przejazdu        | Nie ukończyli pierwszego przejazdu        | Nie ukończyli pierwszego przejazdu        | Nie ukończyli pierwszego przejazdu        | Nie ukończyli pierwszego przejazdu        |
| DNF1    | 11    | Rok Ažnoh                | Słowenia             | Nie ukończyli pierwszego przejazdu        | Nie ukończyli pierwszego przejazdu        | Nie ukończyli pierwszego przejazdu        | Nie ukończyli pierwszego przejazdu        | Nie ukończyli pierwszego przejazdu        | Nie ukończyli pierwszego przejazdu        |
| DNF1    | 12    | Auguste Aulnette         | Francja              | Nie ukończyli pierwszego przejazdu        | Nie ukończyli pierwszego przejazdu        | Nie ukończyli pierwszego przejazdu        | Nie ukończyli pierwszego przejazdu        | Nie ukończyli pierwszego przejazdu        | Nie ukończyli pierwszego przejazdu        |
| DNF1    | 19    | Oskar Gillberg           | Szwecja              | Nie ukończyli pierwszego przejazdu        | Nie ukończyli pierwszego przejazdu        | Nie ukończyli pierwszego przejazdu        | Nie ukończyli pierwszego przejazdu        | Nie ukończyli pierwszego przejazdu        | Nie ukończyli pierwszego przejazdu        |
| DNF1    | 31    | Louis Latulippe          | Kanada               | Nie ukończyli pierwszego przejazdu        | Nie ukończyli pierwszego przejazdu        | Nie ukończyli pierwszego przejazdu        | Nie ukończyli pierwszego przejazdu        | Nie ukończyli pierwszego przejazdu        | Nie ukończyli pierwszego przejazdu        |
| DNF1    | 35    | Simen Sellæg             | Norwegia             | Nie ukończyli pierwszego przejazdu        | Nie ukończyli pierwszego przejazdu        | Nie ukończyli pierwszego przejazdu        | Nie ukończyli pierwszego przejazdu        | Nie ukończyli pierwszego przejazdu        | Nie ukończyli pierwszego przejazdu        |
| DNF1    | 36    | Jack Cunningham          | Wielka Brytania      | Nie ukończyli pierwszego przejazdu        | Nie ukończyli pierwszego przejazdu        | Nie ukończyli pierwszego przejazdu        | Nie ukończyli pierwszego przejazdu        | Nie ukończyli pierwszego przejazdu        | Nie ukończyli pierwszego przejazdu        |
| DNF1    | 38    | Ohra Kimishima           | Japonia              | Nie ukończyli pierwszego przejazdu        | Nie ukończyli pierwszego przejazdu        | Nie ukończyli pierwszego przejazdu        | Nie ukończyli pierwszego przejazdu        | Nie ukończyli pierwszego przejazdu        | Nie ukończyli pierwszego przejazdu        |
| DNF1    | 39    | Max Geissler-Hauber      | Niemcy               | Nie ukończyli pierwszego przejazdu        | Nie ukończyli pierwszego przejazdu        | Nie ukończyli pierwszego przejazdu        | Nie ukończyli pierwszego przejazdu        | Nie ukończyli pierwszego przejazdu        | Nie ukończyli pierwszego przejazdu        |
| DNF1    | 41    | Roman Zwerian            | Rosja                | Nie ukończyli pierwszego przejazdu        | Nie ukończyli pierwszego przejazdu        | Nie ukończyli pierwszego przejazdu        | Nie ukończyli pierwszego przejazdu        | Nie ukończyli pierwszego przejazdu        | Nie ukończyli pierwszego przejazdu        |
| DNF1    | 48    | Maxx Parys               | Stany Zjednoczone    | Nie ukończyli pierwszego przejazdu        | Nie ukończyli pierwszego przejazdu        | Nie ukończyli pierwszego przejazdu        | Nie ukończyli pierwszego przejazdu        | Nie ukończyli pierwszego przejazdu        | Nie ukończyli pierwszego przejazdu        |
| DNF1    | 75    | Nodar Kozanaszwili       | Gruzja               | Nie ukończyli pierwszego przejazdu        | Nie ukończyli pierwszego przejazdu        | Nie ukończyli pierwszego przejazdu        | Nie ukończyli pierwszego przejazdu        | Nie ukończyli pierwszego przejazdu        | Nie ukończyli pierwszego przejazdu        |
| DSQ1    | 8     | Silvano Gini             | Szwajcaria           | Zdyskwalifikowani w pierwszym przejeździe | Zdyskwalifikowani w pierwszym przejeździe | Zdyskwalifikowani w pierwszym przejeździe | Zdyskwalifikowani w pierwszym przejeździe | Zdyskwalifikowani w pierwszym przejeździe | Zdyskwalifikowani w pierwszym przejeździe |
| DSQ1    | 25    | Thomas Hoffman           | Australia            | Zdyskwalifikowani w pierwszym przejeździe | Zdyskwalifikowani w pierwszym przejeździe | Zdyskwalifikowani w pierwszym przejeździe | Zdyskwalifikowani w pierwszym przejeździe | Zdyskwalifikowani w pierwszym przejeździe | Zdyskwalifikowani w pierwszym przejeździe |
| DSQ1    | 66    | Drin Kokaj               | Kosowo               | Zdyskwalifikowani w pierwszym przejeździe | Zdyskwalifikowani w pierwszym przejeździe | Zdyskwalifikowani w pierwszym przejeździe | Zdyskwalifikowani w pierwszym przejeździe | Zdyskwalifikowani w pierwszym przejeździe | Zdyskwalifikowani w pierwszym przejeździe |

#### Slalom
| Pozycja | Numer | Zawodnik                 | Kraj                 | Przejazd 1                                | Pozycja                                   | Przejazd 2                                | Pozycja                                   | Czas łączny                               | Strata                                    |
| ------- | ----- | ------------------------ | -------------------- | ----------------------------------------- | ----------------------------------------- | ----------------------------------------- | ----------------------------------------- | ----------------------------------------- | ----------------------------------------- |
|         | 4     | Adam Hofstedt            | Szwecja              | 36.08                                     | 1                                         | 40.02                                     | 3                                         | 1:16.10                                   |                                           |
|         | 13    | Luc Roduit               | Szwajcaria           | 37.24                                     | 4                                         | 40.18                                     | 4                                         | 1:17.42                                   | +1.32                                     |
|         | 22    | Edoardo Saracco          | Włochy               | 36.81                                     | 2                                         | 40.97                                     | 12                                        | 1:17.78                                   | +1.68                                     |
| 4       | 1     | Oskar Gillberg           | Szwecja              | 37.90                                     | 8                                         | 39.98                                     | 2                                         | 1:17.88                                   | +1.78                                     |
| 5       | 17    | Tvrtko Ljutić            | Chorwacja            | 37.46                                     | 6                                         | 40.45                                     | 7                                         | 1:17.91                                   | +1.81                                     |
| 6       | 9     | Marco Abbruzzese         | Włochy               | 38.06                                     | 9                                         | 39.87                                     | 1                                         | 1:17.93                                   | +1.83                                     |
| 7       | 27    | Marinus Sennhofer        | Niemcy               | 37.88                                     | 7                                         | 40.20                                     | 5                                         | 1:18.08                                   | +1.98                                     |
| 8       | 8     | Baptiste Sambuis         | Francja              | 37.38                                     | 5                                         | 40.74                                     | 8                                         | 1:18.12                                   | +2.02                                     |
| 9       | 19    | Max Geissler-Hauber      | Niemcy               | 38.07                                     | 10                                        | 40.31                                     | 6                                         | 1:18.38                                   | +2.28                                     |
| 10      | 10    | Louis Latulippe          | Kanada               | 38.43                                     | 15                                        | 40.96                                     | 11                                        | 1:19.39                                   | +3.29                                     |
| 11      | 14    | Ohra Kimishima           | Japonia              | 38.54                                     | 17                                        | 40.94                                     | 10                                        | 1:19.48                                   | +3.38                                     |
| 12      | 12    | Roman Zwerian            | Rosja                | 38.73                                     | 18                                        | 40.80                                     | 9                                         | 1:19.53                                   | +3.43                                     |
| 13      | 37    | Eduard Hallberg          | Finlandia            | 38.48                                     | 16                                        | 41.15                                     | 14                                        | 1:19.63                                   | +3.53                                     |
| 14      | 36    | Sandro Zurbrügg          | Szwajcaria           | 38.40                                     | 13                                        | 41.43                                     | 17                                        | 1:19.83                                   | +3.73                                     |
| 15      | 21    | Tiziano Gravier          | Argentyna            | 39.20                                     | 23                                        | 41.43                                     | 17                                        | 1:20.63                                   | +4.53                                     |
| 16      | 45    | Gian Maria Illariuzzi    | Włochy               | 39.24                                     | 24                                        | 41.66                                     | 20                                        | 1:20.90                                   | +4.80                                     |
| 17      | 34    | Nicolás Pirozzi          | Chile                | 39.84                                     | 28                                        | 41.13                                     | 13                                        | 1:20.97                                   | +4.87                                     |
| 18      | 43    | Bartłomiej Sanetra       | Polska               | 39.65                                     | 26                                        | 41.34                                     | 16                                        | 1:20.99                                   | +4.89                                     |
| 19      | 38    | David Kubeš              | Czechy               | 39.11                                     | 22                                        | 42.02                                     | 22                                        | 1:21.13                                   | +5.03                                     |
| 20      | 31    | Daniel Gillis            | Stany Zjednoczone    | 39.82                                     | 27                                        | 41.82                                     | 21                                        | 1:21.64                                   | +5.54                                     |
| 21      | 41    | Ty Acosta                | Andora               | 40.16                                     | 29                                        | 41.55                                     | 19                                        | 1:21.71                                   | +5.61                                     |
| 22      | 51    | Juan Sánchez             | Hiszpania            | 39.59                                     | 25                                        | 42.40                                     | 23                                        | 1:21.99                                   | +5.89                                     |
| 23      | 46    | Taras Filiak             | Ukraina              | 40.66                                     | 30                                        | 42.66                                     | 24                                        | 1:23.32                                   | +7.22                                     |
| 24      | 26    | Simen Sellæg             | Norwegia             | 42.43                                     | 37                                        | 41.18                                     | 15                                        | 1:23.61                                   | +7.51                                     |
| 25      | 16    | Thomas Hoffman           | Australia            | 38.22                                     | 12                                        | 45.44                                     | 31                                        | 1:23.66                                   | +7.56                                     |
| 26      | 42    | Derin Berkin             | Turcja               | 41.26                                     | 32                                        | 43.20                                     | 25                                        | 1:24.46                                   | +8.36                                     |
| 27      | 56    | Joey Steggall            | Australia            | 41.03                                     | 31                                        | 44.32                                     | 27                                        | 1:25.35                                   | +9.25                                     |
| 28      | 50    | Tamás Trunk              | Węgry                | 41.93                                     | 36                                        | 43.69                                     | 26                                        | 1:25.62                                   | +9.52                                     |
| 29      | 57    | Hans Markus Danilas      | Estonia              | 42.84                                     | 39                                        | 44.59                                     | 28                                        | 1:27.43                                   | +11.33                                    |
| 30      | 58    | Andrei Stănescu          | Rumunia              | 42.49                                     | 38                                        | 45.71                                     | 32                                        | 1:28.20                                   | +12.10                                    |
| 30      | 55    | Uglješa Pantelić         | Serbia               | 41.91                                     | 35                                        | 46.29                                     | 33                                        | 1:28.20                                   | +12.10                                    |
| 32      | 64    | Mirko Lazareski          | Macedonia Północna   | 43.01                                     | 40                                        | 45.20                                     | 29                                        | 1:28.21                                   | +12.11                                    |
| 33      | 49    | Christos Marmarellis     | Grecja               | 43.55                                     | 42                                        | 45.32                                     | 30                                        | 1:28.87                                   | +12.77                                    |
| 34      | 60    | Vakaris Jokūbas Lapienis | Litwa                | 47.40                                     | 46                                        | 48.00                                     | 34                                        | 1:35.40                                   | +19.30                                    |
| 35      | 68    | Alberto Tamagnini        | San Marino           | 47.63                                     | 48                                        | 49.99                                     | 35                                        | 1:37.62                                   | +21.52                                    |
| 36      | 75    | Manuel Ramos             | Portugalia           | 51.25                                     | 49                                        | 52.53                                     | 36                                        | 1:43.78                                   | +27.68                                    |
| 37      | 69    | Teo Žampa                | Słowacja             | 41.64                                     | 34                                        | 1:05.05                                   | 39                                        | 1:46.69                                   | +30.59                                    |
| 38      | 73    | Ray Iskandar             | Liban                | 53.40                                     | 50                                        | 55.29                                     | 37                                        | 1:48.69                                   | +32.59                                    |
| 39      | 71    | Thabo Rateleki           | Południowa Afryka    | 54.08                                     | 51                                        | 1:05.82                                   | 40                                        | 1:59.90                                   | +43.80                                    |
| 40      | 77    | Natthawut Hiranrat       | Tajlandia            | 1:09.68                                   | 52                                        | 1:00.29                                   | 38                                        | 2:09.97                                   | +53.87                                    |
| DNF2    | 3     | Philip Hoffmann          | Austria              | 37.22                                     | 3                                         | Nie ukończyli drugiego przejazdu          | Nie ukończyli drugiego przejazdu          | Nie ukończyli drugiego przejazdu          | Nie ukończyli drugiego przejazdu          |
| DNF2    | 7     | Mackenzie Wood           | Kanada               | 39.07                                     | 21                                        | Nie ukończyli drugiego przejazdu          | Nie ukończyli drugiego przejazdu          | Nie ukończyli drugiego przejazdu          | Nie ukończyli drugiego przejazdu          |
| DNF2    | 18    | Maxx Parys               | Stany Zjednoczone    | 47.43                                     | 47                                        | Nie ukończyli drugiego przejazdu          | Nie ukończyli drugiego przejazdu          | Nie ukończyli drugiego przejazdu          | Nie ukończyli drugiego przejazdu          |
| DNF2    | 28    | Sindre Myklebust         | Norwegia             | 38.42                                     | 14                                        | Nie ukończyli drugiego przejazdu          | Nie ukończyli drugiego przejazdu          | Nie ukończyli drugiego przejazdu          | Nie ukończyli drugiego przejazdu          |
| DNF2    | 29    | Konstantin Stoiłow       | Bułgaria             | 38.19                                     | 11                                        | Nie ukończyli drugiego przejazdu          | Nie ukończyli drugiego przejazdu          | Nie ukończyli drugiego przejazdu          | Nie ukończyli drugiego przejazdu          |
| DNF2    | 30    | Bautista Alarcón         | Argentyna            | 39.00                                     | 20                                        | Nie ukończyli drugiego przejazdu          | Nie ukończyli drugiego przejazdu          | Nie ukończyli drugiego przejazdu          | Nie ukończyli drugiego przejazdu          |
| DNF2    | 52    | Gauti Guðmundsson        | Islandia             | 41.50                                     | 33                                        | Nie ukończyli drugiego przejazdu          | Nie ukończyli drugiego przejazdu          | Nie ukończyli drugiego przejazdu          | Nie ukończyli drugiego przejazdu          |
| DNF2    | 62    | Joachim Keghian          | Luksemburg           | 46.40                                     | 45                                        | Nie ukończyli drugiego przejazdu          | Nie ukończyli drugiego przejazdu          | Nie ukończyli drugiego przejazdu          | Nie ukończyli drugiego przejazdu          |
| DNF2    | 65    | Alen Bičakčić            | Bośnia i Hercegowina | 45.15                                     | 44                                        | Nie ukończyli drugiego przejazdu          | Nie ukończyli drugiego przejazdu          | Nie ukończyli drugiego przejazdu          | Nie ukończyli drugiego przejazdu          |
| DNF2    | 76    | Ezio Leonetti            | Albania              | 44.23                                     | 43                                        | Nie ukończyli drugiego przejazdu          | Nie ukończyli drugiego przejazdu          | Nie ukończyli drugiego przejazdu          | Nie ukończyli drugiego przejazdu          |
| DSQ2    | 32    | Robert Holmes            | Wielka Brytania      | 38.96                                     | 19                                        | Zdyskwalifikowani w drugim przejeździe    | Zdyskwalifikowani w drugim przejeździe    | Zdyskwalifikowani w drugim przejeździe    | Zdyskwalifikowani w drugim przejeździe    |
| DSQ2    | 63    | Władisław Szłemow        | Kazachstan           | 43.35                                     | 41                                        | Zdyskwalifikowani w drugim przejeździe    | Zdyskwalifikowani w drugim przejeździe    | Zdyskwalifikowani w drugim przejeździe    | Zdyskwalifikowani w drugim przejeździe    |
| DNF1    | 5     | Mikkel Remsøy            | Norwegia             | Nie ukończyli pierwszego przejazdu        | Nie ukończyli pierwszego przejazdu        | Nie ukończyli pierwszego przejazdu        | Nie ukończyli pierwszego przejazdu        | Nie ukończyli pierwszego przejazdu        | Nie ukończyli pierwszego przejazdu        |
| DNF1    | 6     | Jaakko Tapanainen        | Finlandia            | Nie ukończyli pierwszego przejazdu        | Nie ukończyli pierwszego przejazdu        | Nie ukończyli pierwszego przejazdu        | Nie ukończyli pierwszego przejazdu        | Nie ukończyli pierwszego przejazdu        | Nie ukończyli pierwszego przejazdu        |
| DNF1    | 11    | Valentin Lotter          | Austria              | Nie ukończyli pierwszego przejazdu        | Nie ukończyli pierwszego przejazdu        | Nie ukończyli pierwszego przejazdu        | Nie ukończyli pierwszego przejazdu        | Nie ukończyli pierwszego przejazdu        | Nie ukończyli pierwszego przejazdu        |
| DNF1    | 15    | Victor Bessière          | Francja              | Nie ukończyli pierwszego przejazdu        | Nie ukończyli pierwszego przejazdu        | Nie ukończyli pierwszego przejazdu        | Nie ukończyli pierwszego przejazdu        | Nie ukończyli pierwszego przejazdu        | Nie ukończyli pierwszego przejazdu        |
| DNF1    | 20    | Lukas Ermeskog           | Szwecja              | Nie ukończyli pierwszego przejazdu        | Nie ukończyli pierwszego przejazdu        | Nie ukończyli pierwszego przejazdu        | Nie ukończyli pierwszego przejazdu        | Nie ukończyli pierwszego przejazdu        | Nie ukończyli pierwszego przejazdu        |
| DNF1    | 23    | Silvano Gini             | Szwajcaria           | Nie ukończyli pierwszego przejazdu        | Nie ukończyli pierwszego przejazdu        | Nie ukończyli pierwszego przejazdu        | Nie ukończyli pierwszego przejazdu        | Nie ukończyli pierwszego przejazdu        | Nie ukończyli pierwszego przejazdu        |
| DNF1    | 24    | Martin Križaj            | Słowenia             | Nie ukończyli pierwszego przejazdu        | Nie ukończyli pierwszego przejazdu        | Nie ukończyli pierwszego przejazdu        | Nie ukończyli pierwszego przejazdu        | Nie ukończyli pierwszego przejazdu        | Nie ukończyli pierwszego przejazdu        |
| DNF1    | 25    | Matthew Ryan             | Irlandia             | Nie ukończyli pierwszego przejazdu        | Nie ukończyli pierwszego przejazdu        | Nie ukończyli pierwszego przejazdu        | Nie ukończyli pierwszego przejazdu        | Nie ukończyli pierwszego przejazdu        | Nie ukończyli pierwszego przejazdu        |
| DNF1    | 33    | Rok Ažnoh                | Słowenia             | Nie ukończyli pierwszego przejazdu        | Nie ukończyli pierwszego przejazdu        | Nie ukończyli pierwszego przejazdu        | Nie ukończyli pierwszego przejazdu        | Nie ukończyli pierwszego przejazdu        | Nie ukończyli pierwszego przejazdu        |
| DNF1    | 35    | Vincent Wieser           | Austria              | Nie ukończyli pierwszego przejazdu        | Nie ukończyli pierwszego przejazdu        | Nie ukończyli pierwszego przejazdu        | Nie ukończyli pierwszego przejazdu        | Nie ukończyli pierwszego przejazdu        | Nie ukończyli pierwszego przejazdu        |
| DNF1    | 39    | Jack Cunningham          | Wielka Brytania      | Nie ukończyli pierwszego przejazdu        | Nie ukończyli pierwszego przejazdu        | Nie ukończyli pierwszego przejazdu        | Nie ukończyli pierwszego przejazdu        | Nie ukończyli pierwszego przejazdu        | Nie ukończyli pierwszego przejazdu        |
| DNF1    | 40    | Rok Stojanovič           | Słowenia             | Nie ukończyli pierwszego przejazdu        | Nie ukończyli pierwszego przejazdu        | Nie ukończyli pierwszego przejazdu        | Nie ukończyli pierwszego przejazdu        | Nie ukończyli pierwszego przejazdu        | Nie ukończyli pierwszego przejazdu        |
| DNF1    | 44    | Louis Masquelier         | Belgia               | Nie ukończyli pierwszego przejazdu        | Nie ukończyli pierwszego przejazdu        | Nie ukończyli pierwszego przejazdu        | Nie ukończyli pierwszego przejazdu        | Nie ukończyli pierwszego przejazdu        | Nie ukończyli pierwszego przejazdu        |
| DNF1    | 47    | Kim Si-won               | Korea Południowa     | Nie ukończyli pierwszego przejazdu        | Nie ukończyli pierwszego przejazdu        | Nie ukończyli pierwszego przejazdu        | Nie ukończyli pierwszego przejazdu        | Nie ukończyli pierwszego przejazdu        | Nie ukończyli pierwszego przejazdu        |
| DNF1    | 48    | Trent Pennington         | Stany Zjednoczone    | Nie ukończyli pierwszego przejazdu        | Nie ukończyli pierwszego przejazdu        | Nie ukończyli pierwszego przejazdu        | Nie ukończyli pierwszego przejazdu        | Nie ukończyli pierwszego przejazdu        | Nie ukończyli pierwszego przejazdu        |
| DNF1    | 53    | Harrison Messenger       | Nowa Zelandia        | Nie ukończyli pierwszego przejazdu        | Nie ukończyli pierwszego przejazdu        | Nie ukończyli pierwszego przejazdu        | Nie ukończyli pierwszego przejazdu        | Nie ukończyli pierwszego przejazdu        | Nie ukończyli pierwszego przejazdu        |
| DNF1    | 54    | Kristofers Gulbis        | Łotwa                | Nie ukończyli pierwszego przejazdu        | Nie ukończyli pierwszego przejazdu        | Nie ukończyli pierwszego przejazdu        | Nie ukończyli pierwszego przejazdu        | Nie ukończyli pierwszego przejazdu        | Nie ukończyli pierwszego przejazdu        |
| DNF1    | 59    | Yi Xiaoyang              | Chiny                | Nie ukończyli pierwszego przejazdu        | Nie ukończyli pierwszego przejazdu        | Nie ukończyli pierwszego przejazdu        | Nie ukończyli pierwszego przejazdu        | Nie ukończyli pierwszego przejazdu        | Nie ukończyli pierwszego przejazdu        |
| DNF1    | 61    | Maksim Dawidowski        | Białoruś             | Nie ukończyli pierwszego przejazdu        | Nie ukończyli pierwszego przejazdu        | Nie ukończyli pierwszego przejazdu        | Nie ukończyli pierwszego przejazdu        | Nie ukończyli pierwszego przejazdu        | Nie ukończyli pierwszego przejazdu        |
| DNF1    | 66    | Roham Saba               | Iran                 | Nie ukończyli pierwszego przejazdu        | Nie ukończyli pierwszego przejazdu        | Nie ukończyli pierwszego przejazdu        | Nie ukończyli pierwszego przejazdu        | Nie ukończyli pierwszego przejazdu        | Nie ukończyli pierwszego przejazdu        |
| DNF1    | 67    | Nodar Kozanaszwili       | Gruzja               | Nie ukończyli pierwszego przejazdu        | Nie ukończyli pierwszego przejazdu        | Nie ukończyli pierwszego przejazdu        | Nie ukończyli pierwszego przejazdu        | Nie ukończyli pierwszego przejazdu        | Nie ukończyli pierwszego przejazdu        |
| DNF1    | 72    | Miguel Chi Hung Almirall | Hongkong             | Nie ukończyli pierwszego przejazdu        | Nie ukończyli pierwszego przejazdu        | Nie ukończyli pierwszego przejazdu        | Nie ukończyli pierwszego przejazdu        | Nie ukończyli pierwszego przejazdu        | Nie ukończyli pierwszego przejazdu        |
| DNF1    | 74    | Mackenson Florindo       | Haiti                | Nie ukończyli pierwszego przejazdu        | Nie ukończyli pierwszego przejazdu        | Nie ukończyli pierwszego przejazdu        | Nie ukończyli pierwszego przejazdu        | Nie ukończyli pierwszego przejazdu        | Nie ukończyli pierwszego przejazdu        |
| DSQ1    | 2     | Auguste Aulnette         | Francja              | Zdyskwalifikowani w pierwszym przejeździe | Zdyskwalifikowani w pierwszym przejeździe | Zdyskwalifikowani w pierwszym przejeździe | Zdyskwalifikowani w pierwszym przejeździe | Zdyskwalifikowani w pierwszym przejeździe | Zdyskwalifikowani w pierwszym przejeździe |
| DSQ1    | 70    | Drin Kokaj               | Kosowo               | Zdyskwalifikowani w pierwszym przejeździe | Zdyskwalifikowani w pierwszym przejeździe | Zdyskwalifikowani w pierwszym przejeździe | Zdyskwalifikowani w pierwszym przejeździe | Zdyskwalifikowani w pierwszym przejeździe | Zdyskwalifikowani w pierwszym przejeździe |

### Drużynowy slalom równoległy mieszany
Zawody drużynowe (ang.: Team Event) rozegrane zostaną w formie slalomu równoległego. W przypadku remisu do awansu brany był czas łączny wszystkich przejazdów.
|  |                   |                   |            |           |    |                   |                   |                   |                   |                   |            |            |            |  |  |       |       |       |
|  | 1/8 finału        | 1/8 finału        | 1/8 finału |           |    | 1/4 finału        | 1/4 finału        | 1/4 finału        |                   |                   | 1/2 finału | 1/2 finału | 1/2 finału |  |  | Finał | Finał | Finał |
|  | 1/8 finału        | 1/8 finału        | 1/8 finału |           |    | 1/4 finału        | 1/4 finału        | 1/4 finału        |                   |                   | 1/2 finału | 1/2 finału | 1/2 finału |  |  | Finał | Finał | Finał |
|  |                   |                   |            |           |    |                   |                   |                   |                   |                   |            |            |            |  |  |       |       |       |
|  |                   |                   |            |           |    |                   |                   |                   |                   |                   |            |            |            |  |  |       |       |       |
|  | Szwajcaria        | Szwajcaria        | 3          |           |    |                   |                   |                   |                   |                   |            |            |            |  |  |       |       |       |
|  | Szwajcaria        | Szwajcaria        | 3          |           |    |                   |                   |                   |                   |                   |            |            |            |  |  |       |       |       |
|  | Rosja             | Rosja             | 1          |           |    |                   |                   |                   |                   |                   |            |            |            |  |  |       |       |       |
|  | Rosja             | Rosja             | 1          |           |    | Szwajcaria        | Szwajcaria        | 2                 |                   |                   |            |            |            |  |  |       |       |       |
|  |                   |                   |            |           |    | Szwajcaria        | Szwajcaria        | 2                 |                   |                   |            |            |            |  |  |       |       |       |
|  |                   |                   | Niemcy     | Niemcy    | 2* |                   |                   |                   |                   |                   |            |            |            |  |  |       |       |       |
|  | Słowenia          | Słowenia          | Niemcy     | Niemcy    | 2* | 1                 |                   |                   |                   |                   |            |            |            |  |  |       |       |       |
|  | Słowenia          | Słowenia          |            |           |    |                   |                   |                   |                   |                   |            |            |            |  |  |       |       |       |
|  | Niemcy            | Niemcy            | 3          |           |    |                   |                   |                   |                   |                   |            |            |            |  |  |       |       |       |
|  | Niemcy            | Niemcy            | 3          |           |    | Niemcy            | Niemcy            | 3                 |                   |                   |            |            |            |  |  |       |       |       |
|  |                   |                   |            |           |    |                   |                   |                   |                   |                   |            |            |            |  |  |       |       |       |
|  |                   |                   | Austria    | Austria   | 1  |                   |                   |                   |                   |                   |            |            |            |  |  |       |       |       |
|  | Szwecja           | Szwecja           | Austria    | Austria   | 1  | 3                 |                   |                   |                   |                   |            |            |            |  |  |       |       |       |
|  | Szwecja           | Szwecja           |            |           |    |                   |                   |                   |                   |                   |            |            |            |  |  |       |       |       |
|  | Australia         | Australia         | 1          |           |    |                   |                   |                   |                   |                   |            |            |            |  |  |       |       |       |
|  | Australia         | Australia         | 1          |           |    | Szwecja           | Szwecja           | 0                 |                   |                   |            |            |            |  |  |       |       |       |
|  |                   |                   |            |           |    | Szwecja           | Szwecja           | 0                 |                   |                   |            |            |            |  |  |       |       |       |
|  |                   |                   | Austria    | Austria   | 4  |                   |                   |                   |                   |                   |            |            |            |  |  |       |       |       |
|  | Austria           | Austria           | Austria    | Austria   | 4  | 4                 |                   |                   |                   |                   |            |            |            |  |  |       |       |       |
|  | Austria           | Austria           |            |           |    |                   |                   |                   |                   |                   |            |            |            |  |  |       |       |       |
|  | Wielka Brytania   | Wielka Brytania   | 0          |           |    |                   |                   |                   |                   |                   |            |            |            |  |  |       |       |       |
|  | Wielka Brytania   | Wielka Brytania   | 0          |           |    | Niemcy            | Niemcy            | 0                 |                   |                   |            |            |            |  |  |       |       |       |
|  |                   |                   |            |           |    |                   |                   |                   |                   |                   |            |            |            |  |  |       |       |       |
|  |                   |                   | Finlandia  | Finlandia | 4  |                   |                   |                   |                   |                   |            |            |            |  |  |       |       |       |
|  | Stany Zjednoczone | Stany Zjednoczone | Finlandia  | Finlandia | 4  | 3                 |                   |                   |                   |                   |            |            |            |  |  |       |       |       |
|  | Stany Zjednoczone | Stany Zjednoczone |            |           |    |                   |                   |                   |                   |                   |            |            |            |  |  |       |       |       |
|  | Argentyna         | Argentyna         | 1          |           |    |                   |                   |                   |                   |                   |            |            |            |  |  |       |       |       |
|  | Argentyna         | Argentyna         | 1          |           |    | Stany Zjednoczone | Stany Zjednoczone | 2                 |                   |                   |            |            |            |  |  |       |       |       |
|  |                   |                   |            |           |    | Stany Zjednoczone | Stany Zjednoczone | 2                 |                   |                   |            |            |            |  |  |       |       |       |
|  |                   |                   | Francja    | Francja   | 2* |                   |                   |                   |                   |                   |            |            |            |  |  |       |       |       |
|  | Francja           | Francja           | Francja    | Francja   | 2* | 4                 |                   |                   |                   |                   |            |            |            |  |  |       |       |       |
|  | Francja           | Francja           |            |           |    |                   |                   |                   |                   |                   |            |            |            |  |  |       |       |       |
|  | Kanada            | Kanada            | 0          |           |    |                   |                   |                   |                   |                   |            |            |            |  |  |       |       |       |
|  | Kanada            | Kanada            | 0          |           |    | Francja           | Francja           | 1                 |                   |                   |            |            |            |  |  |       |       |       |
|  |                   |                   |            |           |    |                   |                   |                   |                   |                   |            |            |            |  |  |       |       |       |
|  |                   |                   | Finlandia  | Finlandia | 3  |                   |                   | Mecz o 3. miejsce | Mecz o 3. miejsce | Mecz o 3. miejsce |            |            |            |  |  |       |       |       |
|  | Włochy            | Włochy            | Finlandia  | Finlandia | 3  | 0                 |                   | Mecz o 3. miejsce | Mecz o 3. miejsce | Mecz o 3. miejsce |            |            |            |  |  |       |       |       |
|  | Włochy            | Włochy            |            |           |    |                   |                   |                   |                   |                   |            |            |            |  |  |       |       |       |
|  | Finlandia         | Finlandia         | 4          |           |    |                   |                   |                   |                   |                   |            |            |            |  |  |       |       |       |
|  | Finlandia         | Finlandia         | 4          |           |    | Finlandia         | Finlandia         | 3                 | Austria           | Austria           | 2*         |            |            |  |  |       |       |       |
|  |                   |                   |            |           |    | Finlandia         | Finlandia         | 3                 | Austria           | Austria           | 2*         |            |            |  |  |       |       |       |
|  |                   |                   | Norwegia   | Norwegia  | 1  |                   |                   | Francja           | Francja           | 2                 |            |            |            |  |  |       |       |       |
|  | Norwegia          | Norwegia          | Norwegia   | Norwegia  | 1  | 4                 |                   | Francja           | Francja           | 2                 |            |            |            |  |  |       |       |       |
|  | Norwegia          | Norwegia          |            |           |    |                   |                   |                   |                   |                   |            |            |            |  |  |       |       |       |
|  | Japonia           | Japonia           | 0          |           |    |                   |                   |                   |                   |                   |            |            |            |  |  |       |       |       |
|  | Japonia           | Japonia           | 0          |           |    |                   |                   |                   |                   |                   |            |            |            |  |  |       |       |       |

## Klasyfikacja medalowa
| Lp. | Kraj       | Złoto | Srebro | Brąz | Razem |
| 1.  | Szwecja    | 3     | 0      | 1    | 4     |
| 2.  | Szwajcaria | 2     | 3      | 3    | 8     |
| 3.  | Austria    | 2     | 0      | 2    | 4     |
| 4.  | Finlandia  | 1     | 1      | 0    | 2     |
| 4.  | Francja    | 1     | 1      | 0    | 2     |
| 6.  | Norwegia   | 1     | 0      | 0    | 1     |
| 7.  | Niemcy     | 0     | 1      | 1    | 2     |
| 7.  | Izrael     | 0     | 1      | 1    | 2     |
| 9.  | Słowenia   | 0     | 1      | 0    | 1     |
| 10. | Włochy     | 0     | 0      | 1    | 1     |